# Peugeot 3008 II
Pour les articles homonymes, voir Peugeot 3008.
La Peugeot 3008 II est un SUV compact du constructeur automobile français Peugeot, produite en phases I et II à 1,3 million d'exemplaires entre 2016 et 2024. Une version sept places est commercialisée sous le nom de Peugeot 5008 II. Une version Peugeot 4008 agrandie est commercialisée depuis 2016 pour le marché chinois. La Peugeot 3008 III lui succède en 2023.
Il est élu « voiture européenne de l'année 2017 », trois ans après la 308 de seconde génération.

## Présentation

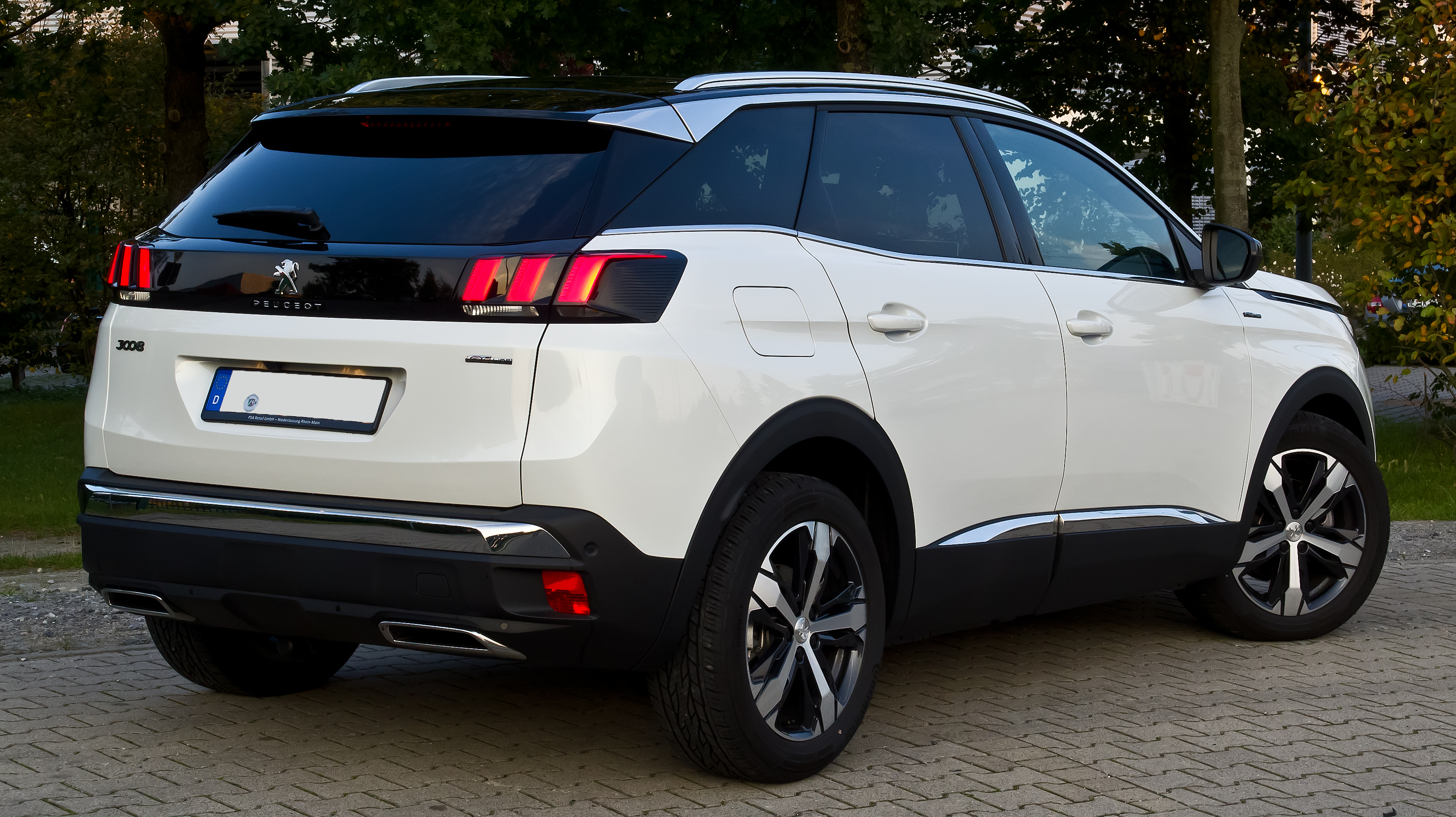
3/4 arrière.

D'abord présentée à la presse le 23 mai 2016 lors d'un événement qui lui est consacré au Bourget, la seconde génération de 3008 apparaît pour la première fois en public lors du Mondial de Paris 2016. La commercialisation de la 3008 débute en octobre de la même année.
La 3008 de première génération a rencontré un certain succès commercial : en 2015, alors que son remplacement approchait, elle était toujours la meilleure vente des SUV compacts en France. Son remplaçant, la 3008 II, avait donc comme objectif de réaliser de meilleures ventes puisque le marché des SUV compact est très dynamique. Elle a pu pour cela compter sur un important investissement financier de la part de Peugeot, notamment en ce qui concerne la planche de bord. En effet, la marque au lion s'est permis de mettre d'importantes sommes pour ce véhicule car il sera vendu sur tous les marchés de la marque (Europe, Asie, Amérique du Sud, Moyen-Orient) et car il fait l'objet d'un partenariat avec General Motors pour la création d'un SUV compact très proche du 3008 II, l'Opel Grandland X, dévoilé en 2017,. Si cette dernière ne reprend pas l'originale planche de bord du Peugeot, ni sa carrosserie, les deux SUV partagent la même base technique, la même usine de Sochaux, et disposeront probablement de moteurs et de technologies identiques. La base de la 3008 est également utilisée par les DS 7 Crossback et Citroën C5 Aircross.
La 3008 sert de base à la conception d'un SUV familial, la Peugeot 5008 II avec lequel elle partage de nombreuses composantes : partie avant de la carrosserie, planche de bord... La 5008 II peut en revanche accueillir jusqu'à 7 passagers et possède des atouts (plus grande surface vitrée, plus grand coffre) dans le but de séduire les familles et de concurrencer les monospaces avec un design plus séduisant[non neutre].
La 3008 a obtenu la certification Origine France Garantie.

### Phase 2
À la suite de la diffusion sur le web d'images de la 3008 restylée, Peugeot anticipe sa programmation et présente la phase 2 de la 3008 le 1er septembre 2020.
Celle-ci se dote d'une nouvelle face avant où la calandre se prolonge sous les optiques et elle reçoit des barres de LED dans le bouclier. Un monogramme « 3008 » prend place sur le capot.

Peugeot 3008 II, phase 2.
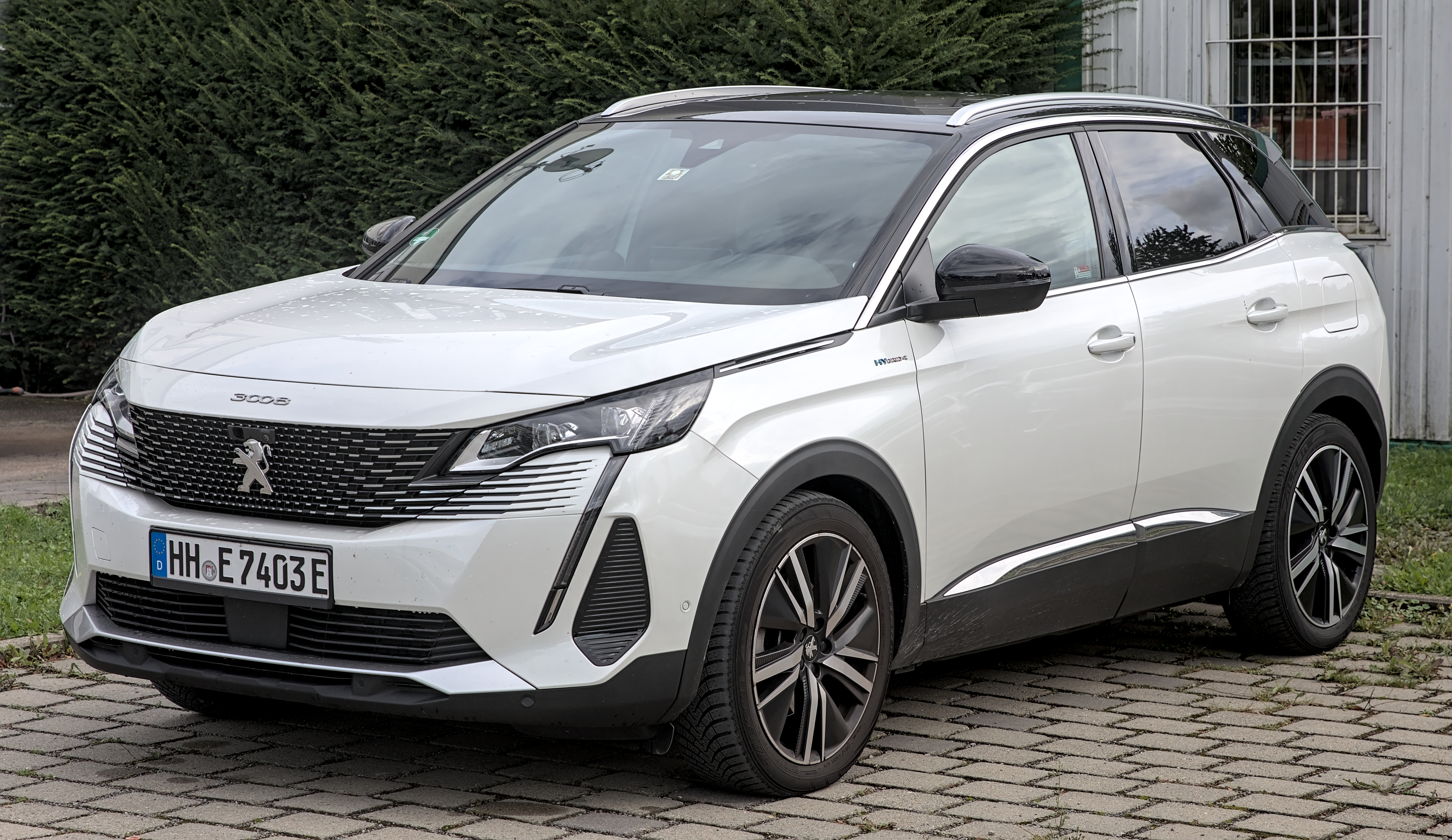
3/4 avant, version Hybrid4.
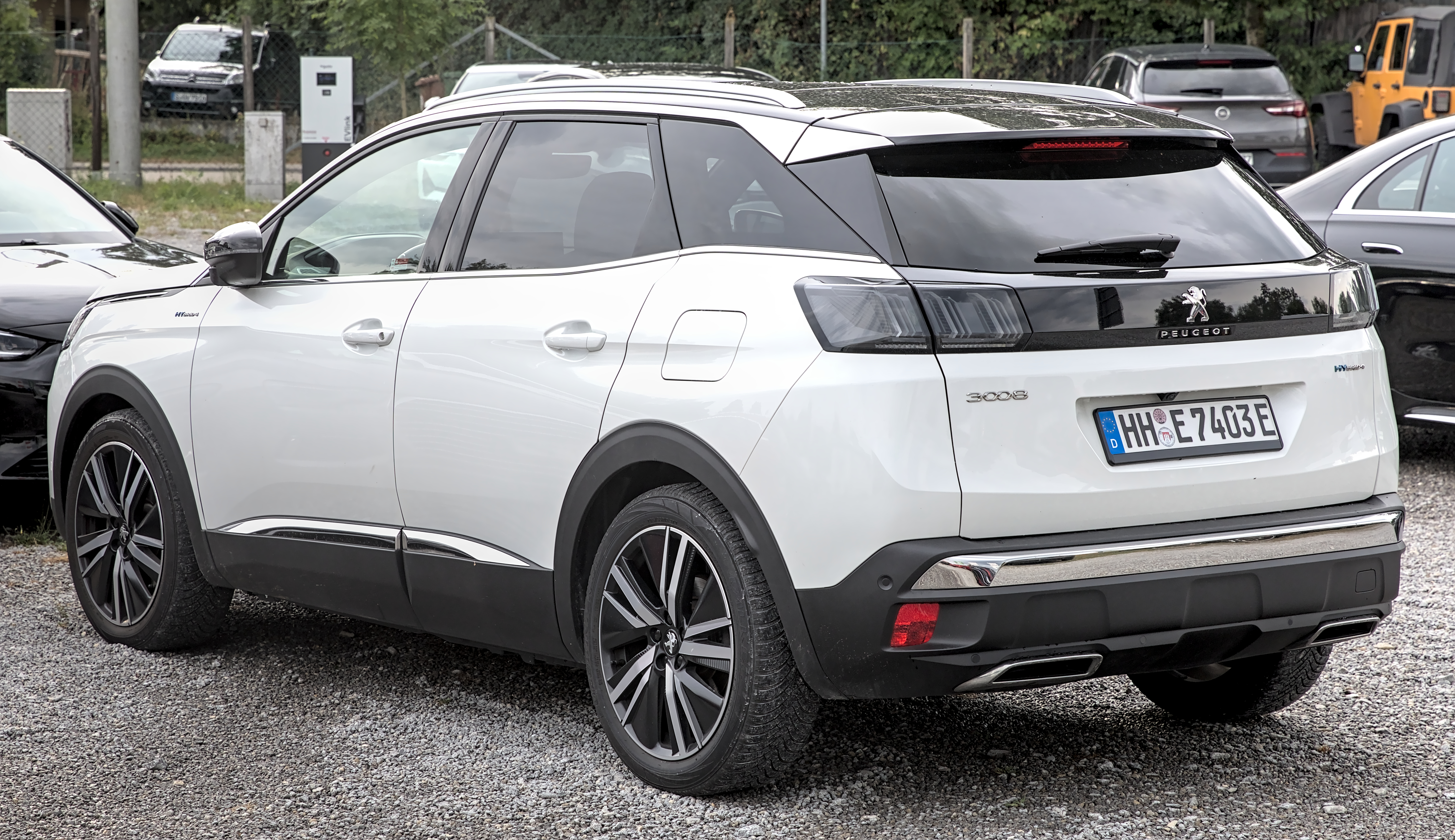
3/4 arrière, version Hybrid4.

Quant aux motorisations, il n'y a pas de changement à part la disparition du Diesel BlueHDi de 180 ch du catalogue.
Avec ce restylage, la 3008 se dote de modes de conduite (Eco, normal et Sport). Certains équipements sont désormais intégrés de série, comme le démarrage mains libres ou le freinage d'urgence.
En 2022, à la suite de nombreuses pénuries de composants, Peugeot manque de feux arrière à monter sur ses Peugeot 3008. Pour y remédier, dès le mois d'août, la marque repasse aux feux arrière de la phase 1 sur les finitions Allure, Active et Active Pack.
La première 3008 hybride non-rechargeable, qui reçoit un moteur électrique délivrant 28 ch, est présentée le 16 février 2023 et commercialisée au second semestre de cette même année. Il s'agit d'une hybridation légère MHEV (48V),. Selon Peugeot, elle permettrait de rouler en mode électrique en mode urbain pendant plus de 50 % du temps et d'être plus sobre d'environ 1 L/100 km par rapport à un moteur essence. Les émissions de CO2 sont également légèrement réduites. Le lancement de cette nouvelle version entraîne la fin du moteur essence de 130 ch à boîte automatique.[réf. nécessaire]
|                    | Active Pack | Allure Pack | GT      |
| ------------------ | ----------- | ----------- | ------- |
| PureTech 130 BVM6  | 32360 €     | 35070 €     | 37010 € |
| PureTech 130 EAT8  | 34310 €     | 37010 €     | 38960 € |
| BlueHDi 130 EAT8   | 37060 €     | 39770 €     | 41720 € |
| HYBRID 180 e-EAT8  | 44660 €     | 46870 €     | -       |
| HYBRID 225 e-EAT8  | 46490 €     | 48700 €     | 50520 € |
| HYBRID4 300 e-EAT8 | -           | 53980 €     | 55800 € |

La production du 3008 de deuxième génération prend fin début juin 2024, après 1 388 163 exemplaires produits (hors version chinoise, dont la fabrication continue).

## Dénomination
La 3008, comme la 4008, reprend une appellation qui correspond à un « code » dans la gamme Peugeot :
- le « 3 » (et le « 4 ») désignent l'appartenance à la gamme de modèles compacts
- le « 00 » désigne l'appartenance aux SUV
- le « 8 » correspond à l'appellation systématique des modèles Peugeot (toutes les noms des modèles Peugeot se terminent dorénavant par le chiffre « 8 »)[18].
- Son nom de code en interne est « P84 »

En Chine, le véhicule est nommé 4008 (nom de code « P84C ») car l'ancien 3008 y continue sa carrière, afin de présenter une alternative moins chère au nouveau. Cela s'explique également par le fait qu'en Chine, plus le nombre est élevé, plus la voiture est connotée positivement.

## Caractéristiques techniques

### Design
Alors que la génération précédente était un crossover, mélange de SUV et de monospace compact, la seconde 3008 s'impose comme un SUV reprenant tous les codes de la catégorie. Le style global s'inspire du concept Quartz, dont elle reprend en outre la calandre, basse et avec le logo au milieu, qui s'affiche sur les concepts-cars Peugeot depuis l'Exalt en 2014.

Peugeot 3008 II en version GT au Mondial de l'automobile de Paris 2016
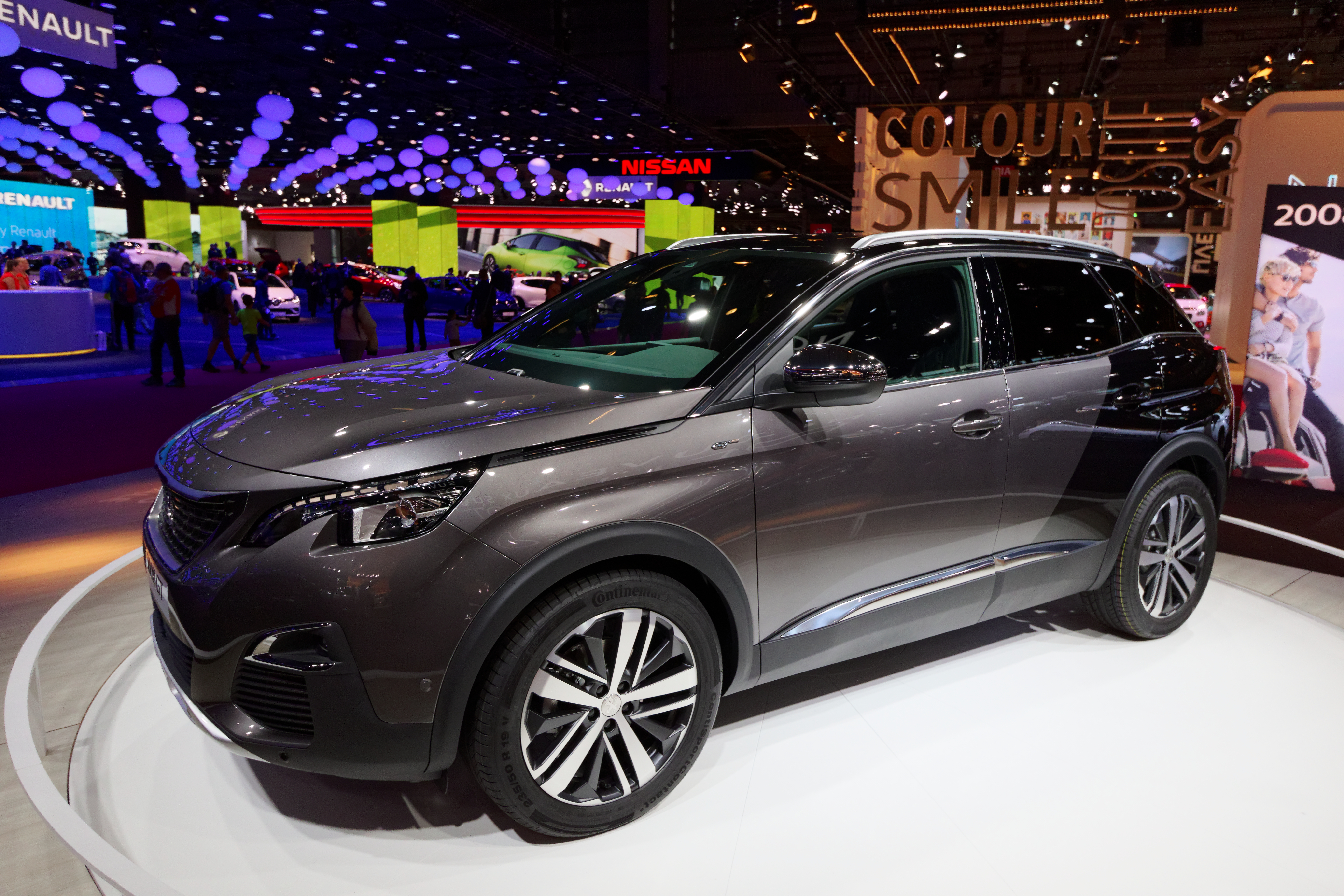
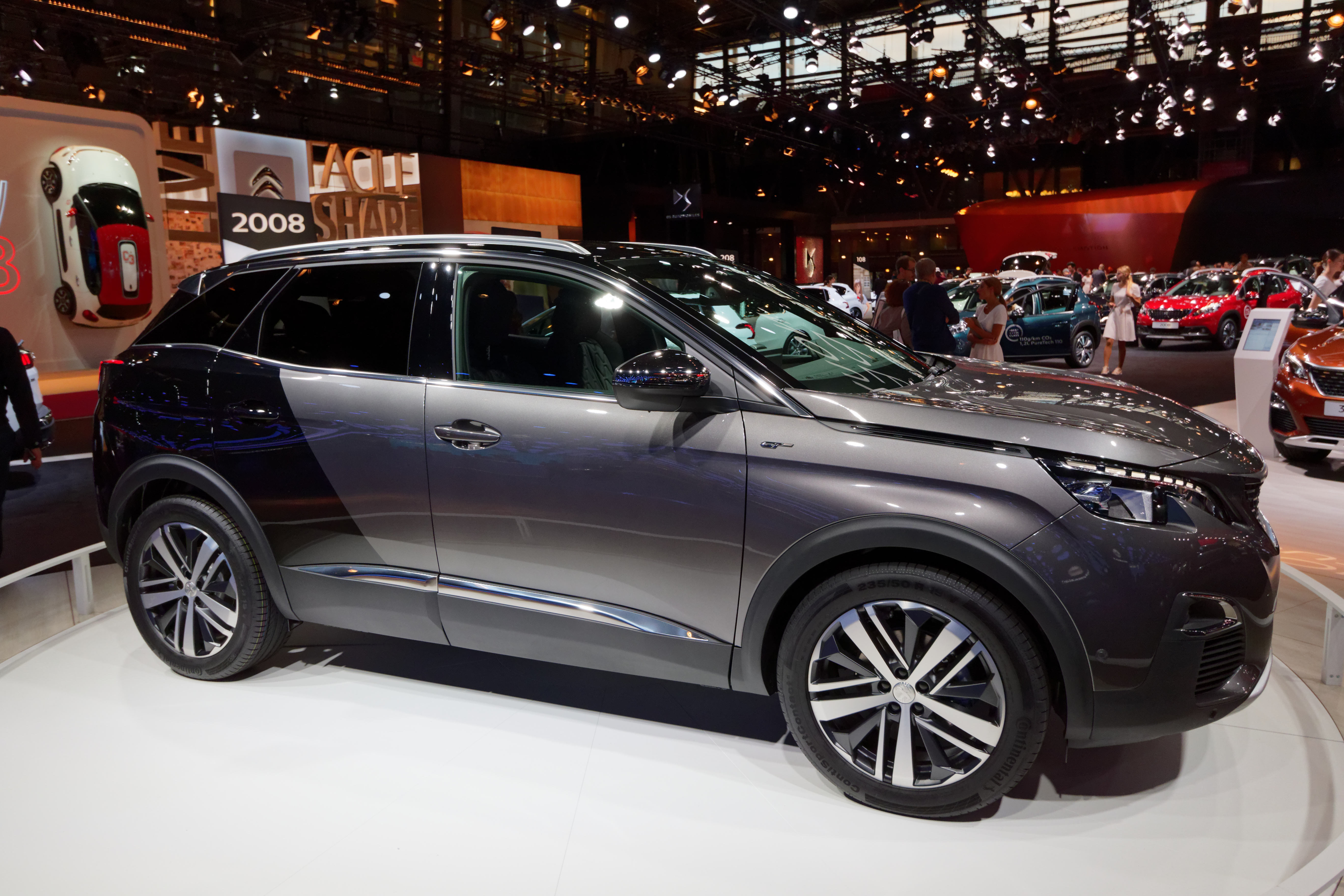
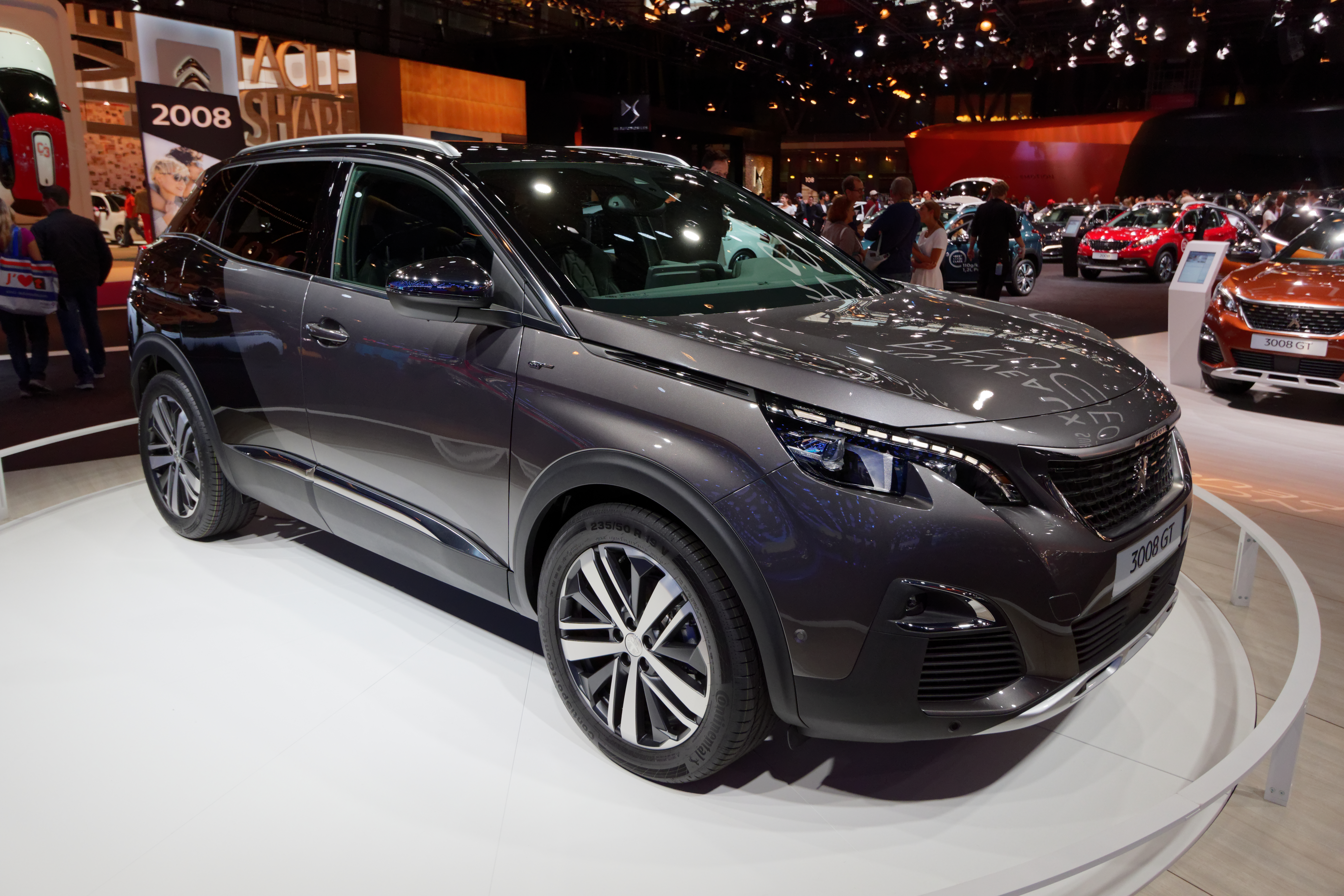
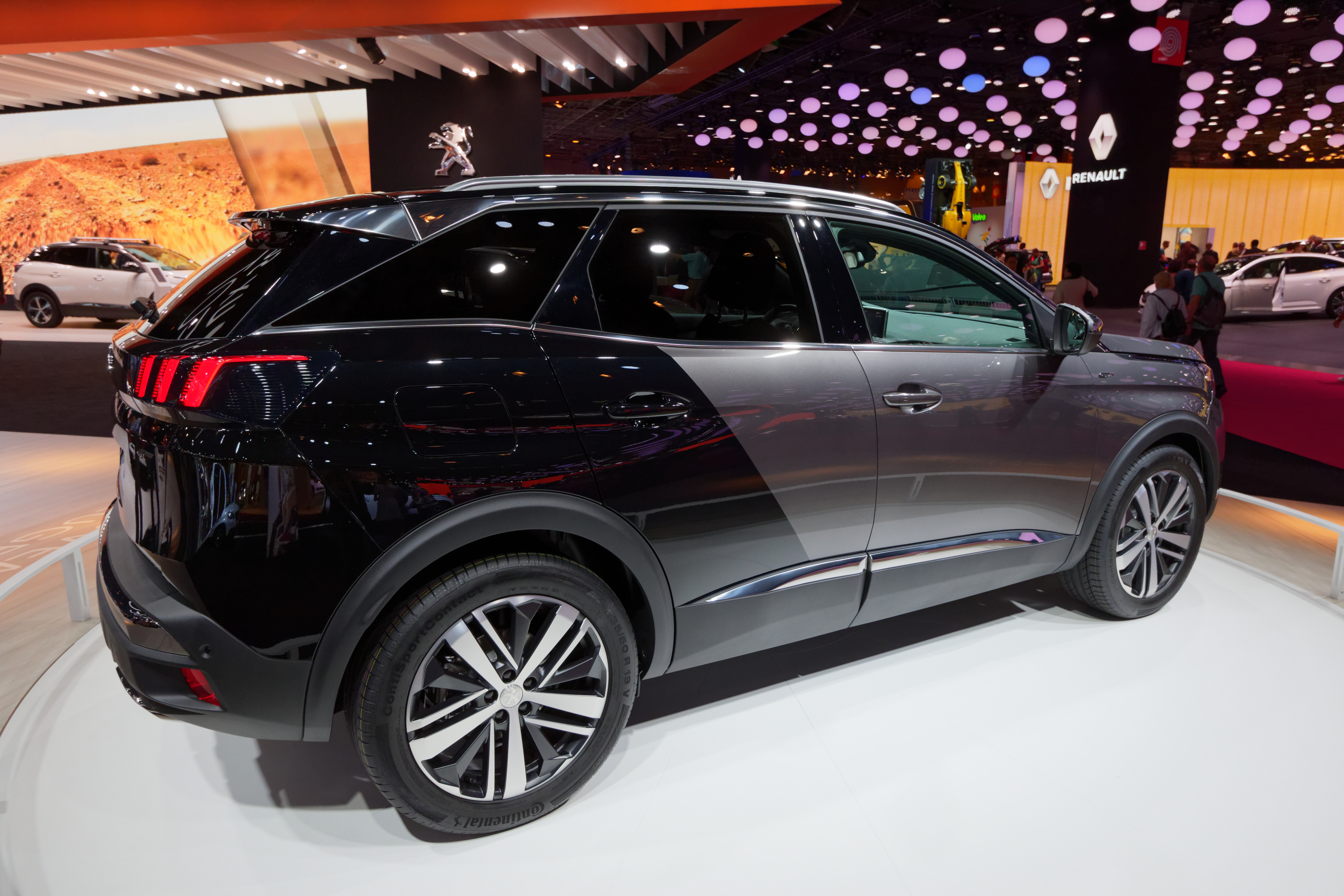

Ainsi, les 3008 et 4008 intègrent les codes stylistiques des SUV : capot long et horizontal, avant vertical, grandes roues, garde au sol rehaussée, protections de caisse... Pour plus de dynamisme et d'élégance, ils y ajoutent une face avant sculptée avec un regard acéré, de larges entrées d'air, un capot nervuré ainsi qu'une large calandre verticale et basse, avec le lion au milieu, entouré de facettes, verticales sur les versions à projecteurs à halogène et horizontales sur celles équipées des projecteurs full LED. Les plis de carrosserie sont tendus pour accentuer ce dynamisme. L'arrière inaugure le bandeau noir laqué qui se retrouve sur toute la gamme Peugeot. Il relie les feux à LED, sur lesquels sont dessinés les trois griffes caractéristiques des Peugeot actuelles.
Peugeot présente la version re-stylée de la 3008 le 1er septembre 2020. Ce SUV en profite pour adopter un nouveau logo, comme son grand frère le 5008.

### Habitacle

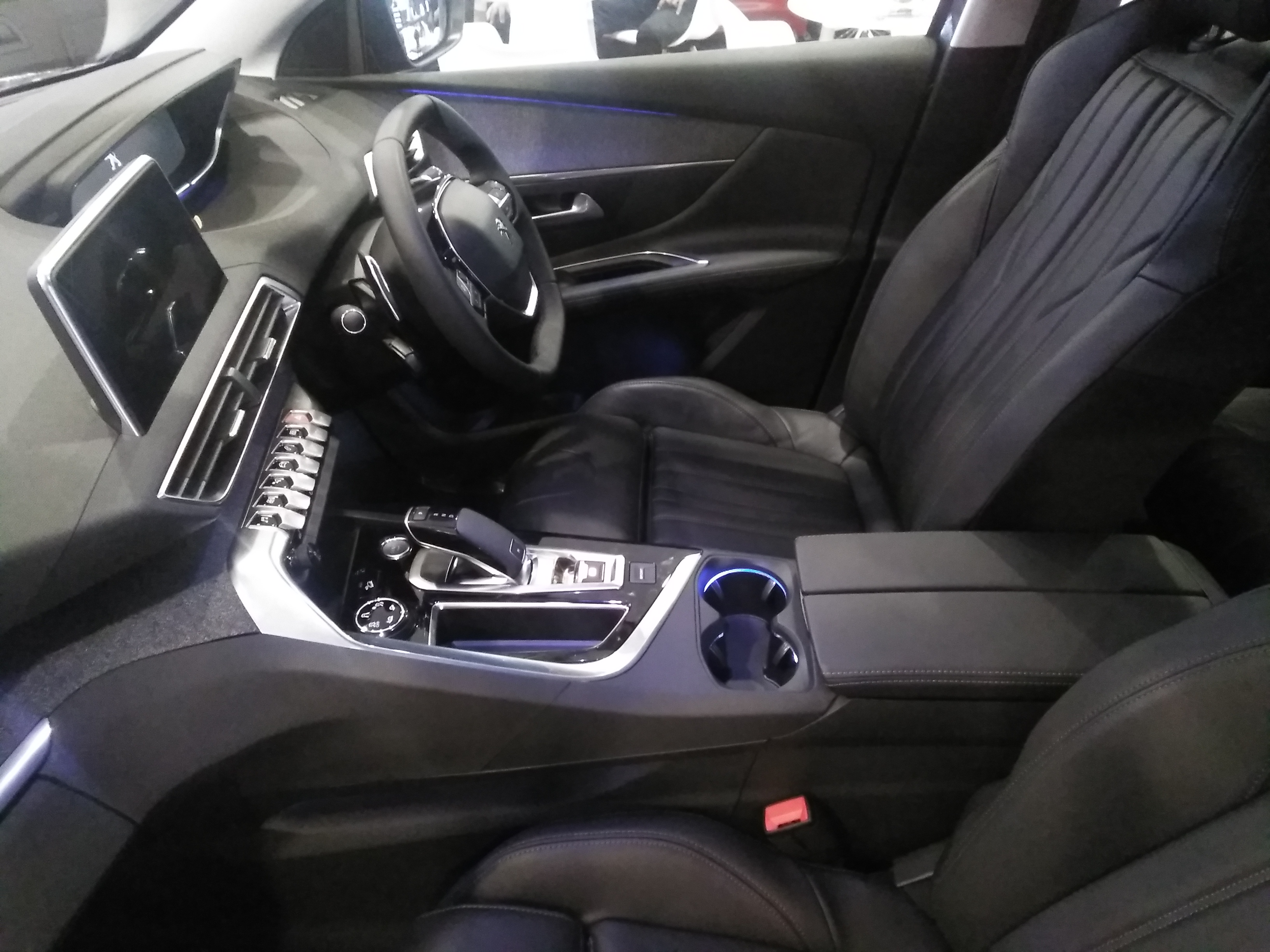
Habitacle

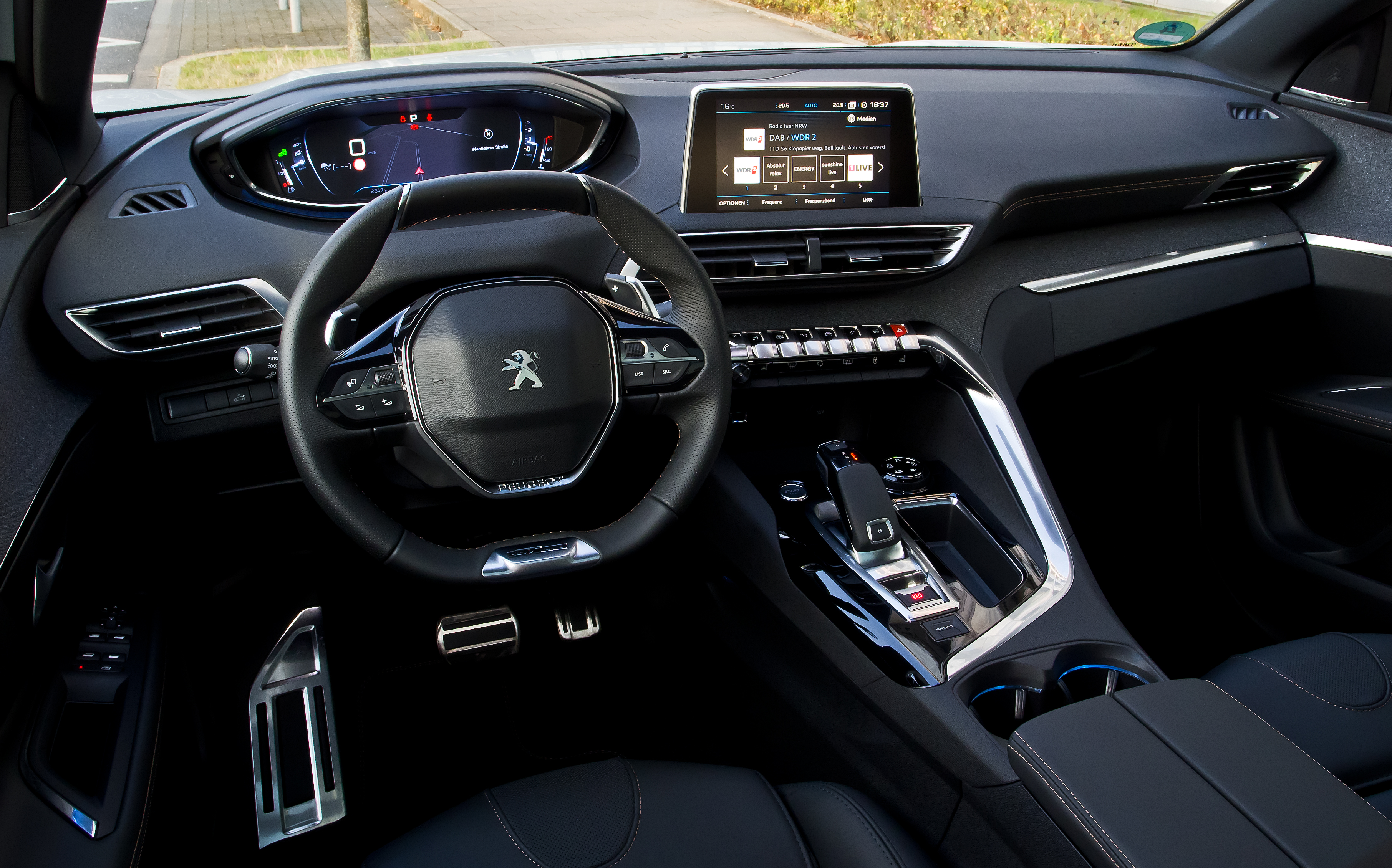
I-Cockpit du Peugeot 3008.

L'habitacle intérieur est réalisé par Bertrand Rapatel (directeur du design intérieur Peugeot) et son équipe. Les 3008 et 4008 inaugurent une nouvelle version du i-Cockpit (commune avec la 5008). Il comporte un petit volant deux branches à double méplat, facilitant la vision du combiné tête haute numérique. Ainsi, les compteurs sont remplacés par un écran de 12,3 pouces, et ce dès le premier niveau de finition. Au centre de la planche de bord, se trouve un écran tactile capacitif de 8 pouces, qui centralise les commandes de la climatisation, de la navigation connectée 3D, de la radio, de la musique, de la téléphonie, des paramètres du véhicules, et des différentes applications (Mirror Screen, Apple CarPlay, Android Auto). Il peut également être commandé par des touches « piano » ou par la voix sur certaines versions. L'option i-Cockpit Amplify active sur demande des ambiances visuelles (éclairages, typage des affichages), musicales, sonores et olfactives (diffusion de parfums). Un emplacement de recharge de smartphone par induction est proposé en option derrière la commande de boîte de vitesses.
En ce qui concerne les passagers, l'habitabilité arrière progresse par rapport à la génération précédente, grâce à un empattement allongé de 6 cm. L'espace disponible aux genoux augmente ainsi de 2,4 cm. Les passagers peuvent profiter, en option, d'un toit ouvrant panoramique électrique, longtemps indisponible chez Peugeot (le toit panoramique ne s'ouvrait pas) mais indispensable pour le marché chinois. Le système Hi-Fi premium réalisé par Focal est proposé, tout comme les sièges électriques massants, en option également.
Au niveau pratique, la banquette arrière, non coulissante, est rabattable en 2/3 - 1/3, ce qui offre un plancher plat. Le coffre peut ainsi passer de 591 à 1 670 L. Le siège passager avant est également repliable ce qui permet de loger des objets long de 2,60 m. La 3008 II abandonne le hayon en deux parties de son prédécesseur adoptant un plancher coulissant, plus efficient au niveau du poids, mais disposant d'un tiroir pouvant supporter jusqu'à 100 kg afin de conserver l'atout principal du hayon en deux parties.

### Motorisations

#### Diesel et essence
La seconde génération de 3008 est équipée des nouveaux moteurs PSA BlueHDi et PureTech, ainsi que d'un bloc 1.6 THP. La 3008 propose une version haut de gamme « sportive » GT, disponible uniquement avec le 2.0 BlueHDi 180 EAT6.
En Belgique, pour des raisons fiscales, le 1.6 BlueHDi 120 ch est dégonflé à 115 ch, et le 2.0 BlueHDi 136 ch complète la gamme.
|                            | 1.6 BlueHDi                        | 1.6 BlueHDi                        | 1.6 BlueHDi                        | 1.5 BlueHDi                        | 1.5 BlueHDi                        | 2.0 BlueHDi                    | 2.0 BlueHDi                    | 2.0 BlueHDi                    | 1.2 PureTech                   | 1.6 THP                        | 1.6 THP                        |
| -------------------------- | ---------------------------------- | ---------------------------------- | ---------------------------------- | ---------------------------------- | ---------------------------------- | ------------------------------ | ------------------------------ | ------------------------------ | ------------------------------ | ------------------------------ | ------------------------------ |
| Moteur                     | 4-cylindres en ligne (type DV/DLD) | 4-cylindres en ligne (type DV/DLD) | 4-cylindres en ligne (type DV/DLD) | 4-cylindres en ligne (type DV/DLD) | 4-cylindres en ligne (type DV/DLD) | 4-cylindres en ligne (type DW) | 4-cylindres en ligne (type DW) | 4-cylindres en ligne (type DW) | 3-cylindres en ligne (type EB) | 4-cylindres en ligne (type EP) | 4-cylindres en ligne (type EP) |
| Cylindrée                  | 1 560                              | 1 560                              | 1 560                              | 1 499                              | 1 499                              | 1 997                          | 1 997                          | 1 997                          | 1 199                          | 1 598                          | 1 598                          |
| Puissance maximale (ch)    | 100                                | 115/120                            | 115/120                            | 130                                | 130                                | 136                            | 150                            | 180                            | 130                            | 165                            | 180                            |
| au régime de (tr/min)      | 3 750                              | 3 500                              | 3 500                              | 3 750                              | 3 750                              | 3 750                          | 3 750                          | 3 750                          | 5 500                          | 6 000                          | 5 500                          |
| Couple maximal (N m)       | 240 (254)                          | 285 (300)                          | 285 (300)                          | 300                                | 300                                | 370                            | 370                            | 400                            | 230                            | 240                            | 250                            |
| au régime de (tr/min)      | 1 750                              | 1 750                              | 1 750                              | 1 750                              | 1 750                              | 2 000                          | 2 000                          | 2 000                          | 1 750                          | 1 400                          | 1 650                          |
| Boîte de vitesses          | BVM5                               | BVM6                               | EAT6                               | BVM6                               | EAT8                               | BVM6                           | BVM6                           | EAT8                           | BVM6                           | EAT6                           | EAT8                           |
| Vitesse maximale (en km/h) | 174                                | 186/189                            | 182/185                            | 192                                | 189                                | 201                            | 207                            | 207                            | 188                            | 206                            | 222                            |
| 0-100 km/h (en s)          | 13.1                               | 11.2                               | 11.6                               | 10.8                               | 11.5                               | 9.6                            | 9.6                            | 8.9                            | 10.8 (10.6)                    | 8.9                            | 8                              |
| Consommation (en l/100 km) | 4 à 4.2                            | 4 à 4.3 (3.8)                      | 4.2 à 4.4                          | 3.8 à 4.6                          | 3.8 à 4.4                          | 4.4 à 4.7                      | 4.4 à 4.7                      | 4.8                            | 5,1 à 5.4 (5)                  | 5.7 à 6                        | 5.6                            |
| Émissions de CO2 (en g/km) | 103 à 109                          | 104 à 111 (100)                    | 108 à 114                          | 107                                | 105                                | 114 à 121                      | 114 à 121                      | 124                            | 117 à 124 (115)                | 129 à 136                      | 128                            |

#### Hybride

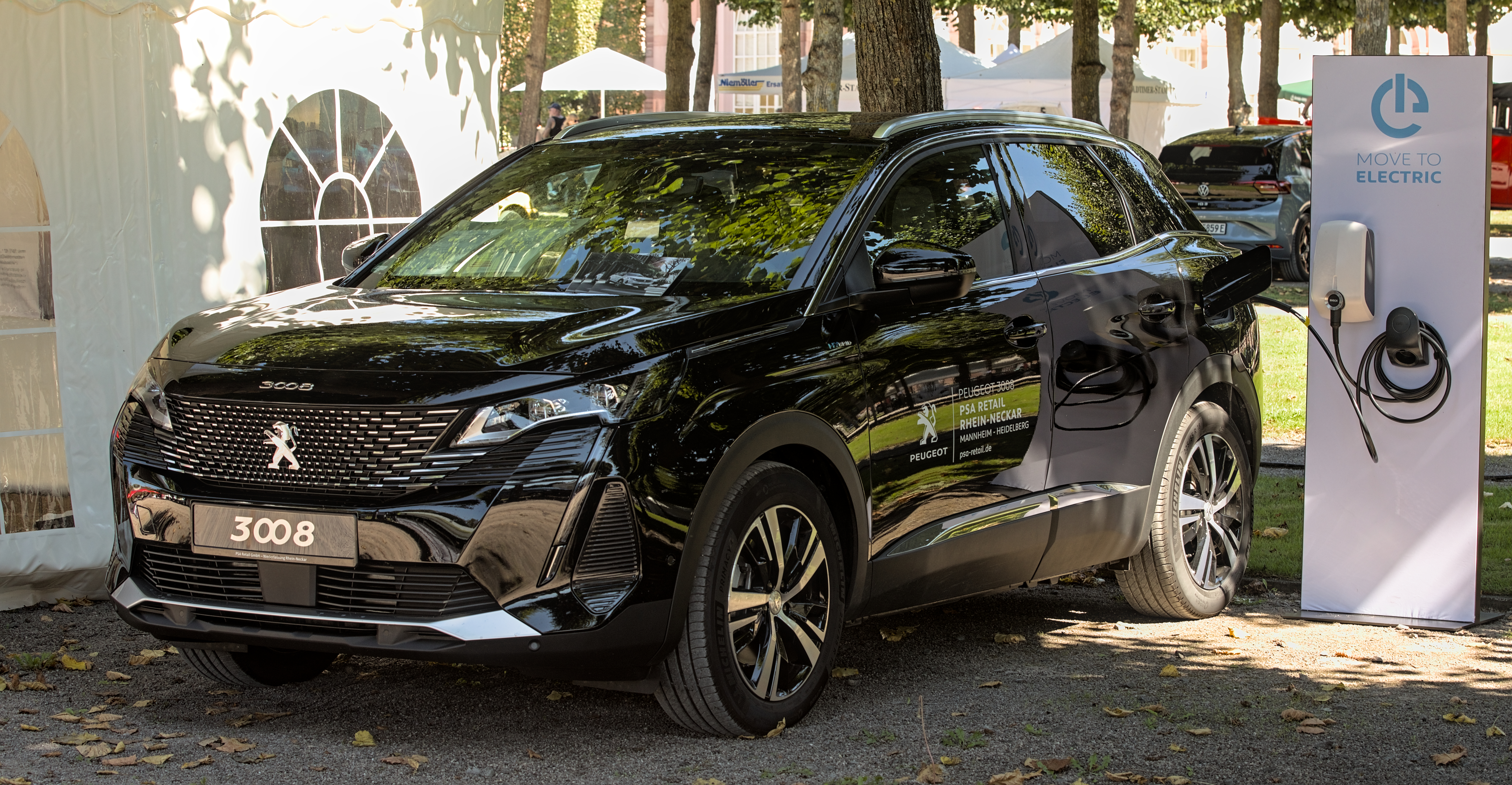
3008 PSA Hybrid

Les versions PSA Hybrid de la 3008 sont présentées au Mondial de l'automobile de Paris 2018. Deux versions sont disponibles à partir de l'année 2019 : la 3008 Hybrid et la 3008 Hybrid4. L'Hybrid reçoit le 1.6 PureTech 180 ch et un moteur électrique de 80 kW (110 ch) à l'avant pour une puissance cumulée de 225 ch et une transmission sur les roues avant. L'Hybrid4 reçoit le 1.6 PureTech 200 ch et deux moteurs électriques de 80 kW (110 ch), un sur chaque essieu, pour une puissance cumulée de 300 ch et une transmission intégrale. La 3008 est équipée d'une batterie lithium-ion (11,8 kWh pour l'Hybrid et 13,2 kWh pour l'Hybrid4) qui lui permet de rouler une cinquantaine de kilomètres environ en mode électrique (40 km pour l'Hybrid) à une vitesse maximale de 135 km/h. La recharge complète peut s’effectuer en 8 heures sur une prise standard (230 V, 16 A, 3 kW) ou en moins de 2 heures avec une Wallbox (coffret mural de 6,6 kW 32 A).

Peugeot 3008 Hybrid4
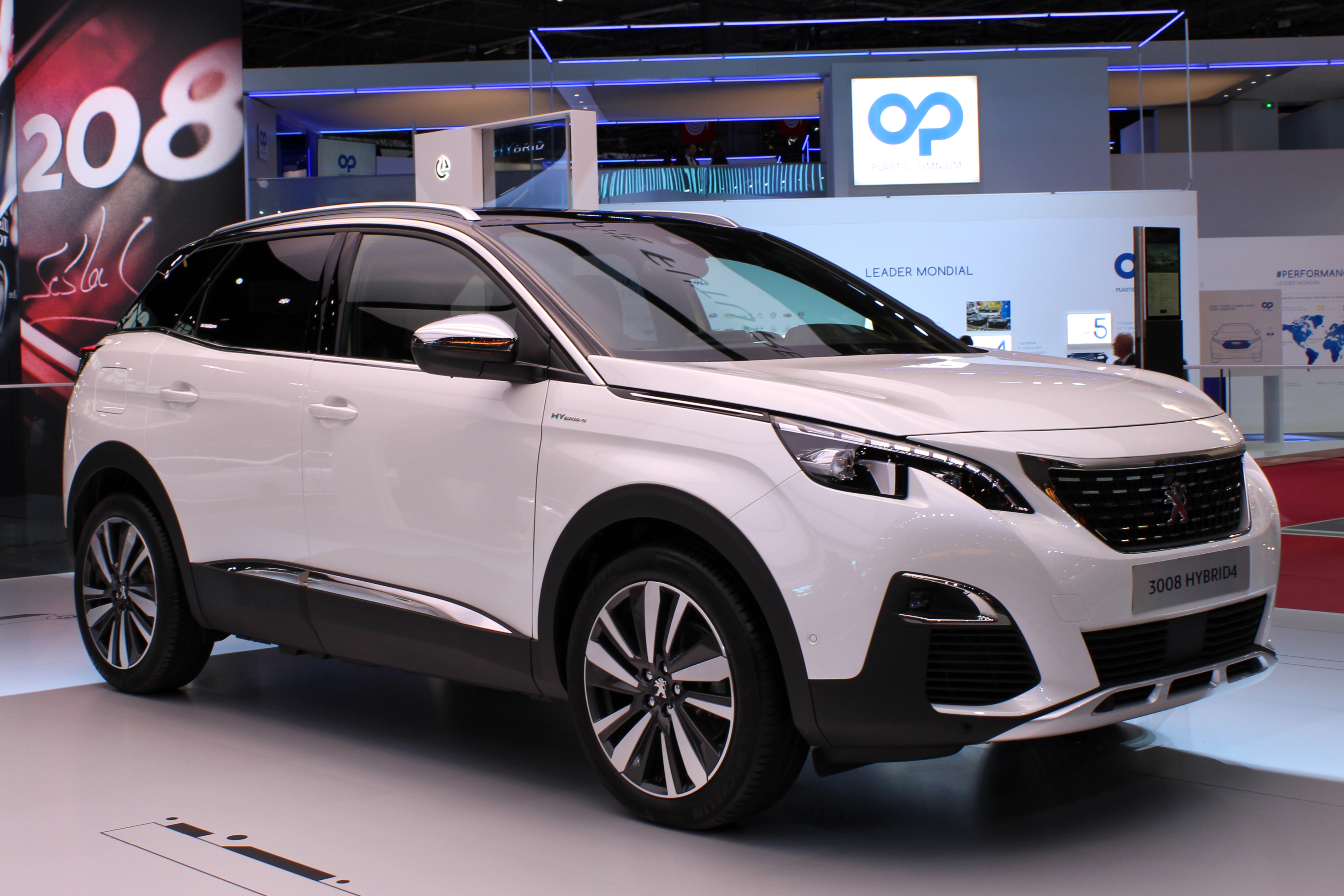
Vue de l'avant
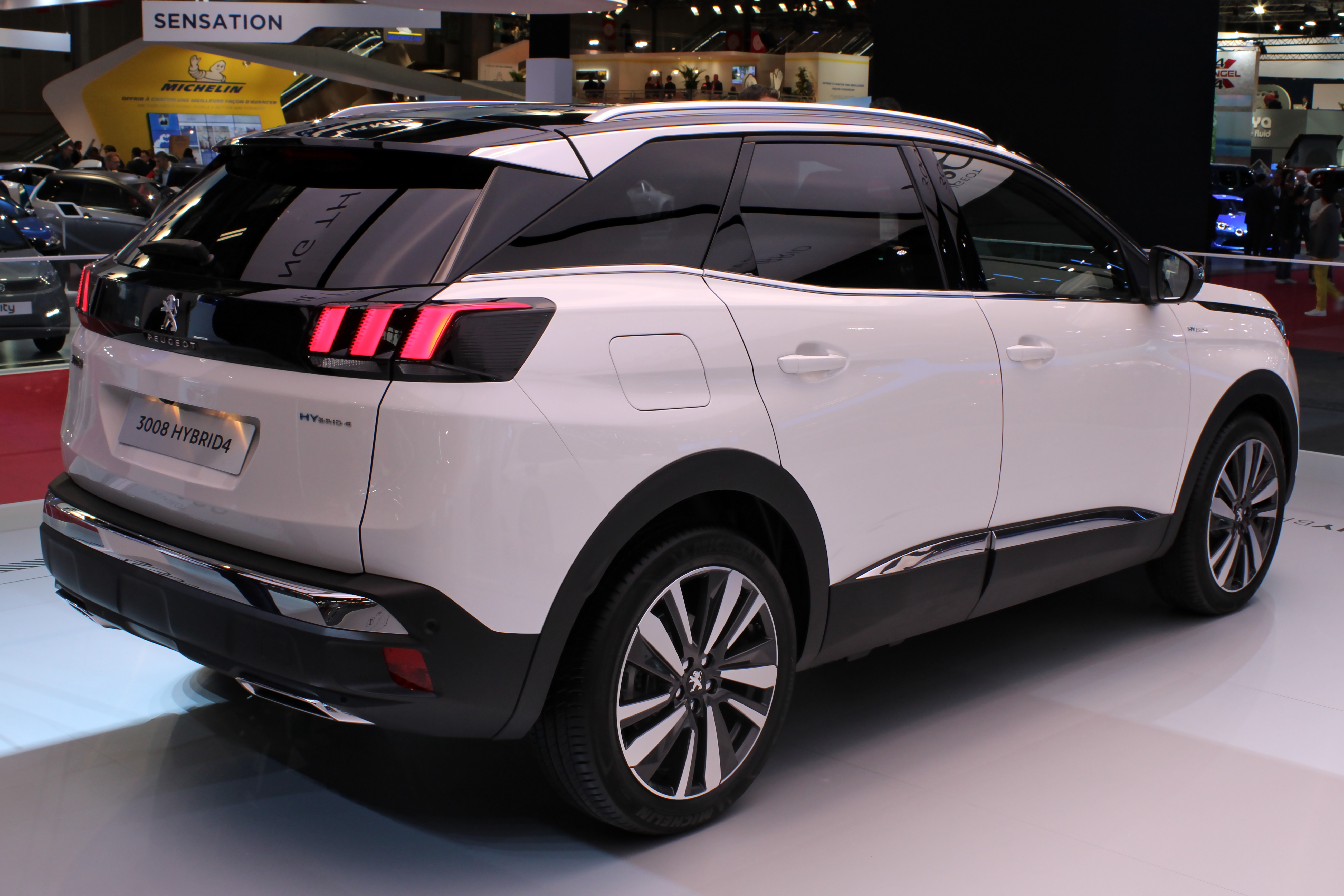
Vue de l'arrière

La première 3008 hybride non-rechargeable est présentée le 16 février 2023. Elle est issue du moteur essence Puretech de 130 ch et est lancée au second semestre de cette même année[réf. souhaitée].
|                            | PureTech MHEV 136                           | HYbrid / HYbrid4       | HYbrid / HYbrid4         |
| -------------------------- | ------------------------------------------- | ---------------------- | ------------------------ |
| Moteur                     |                                             |                        |                          |
| Cylindrée                  | 1 199                                       | 1 598                  | 1 598                    |
| Puissance maximale (ch)    | 130 + 28 136 combinés (148 en mode Hybride) | 180 + 110 225 combinés | 200 + 2*110 300 combinés |
| au régime de (tr/min)      |                                             |                        |                          |
| Couple maximal (N m)       |                                             |                        | 450                      |
| au régime de (tr/min)      |                                             |                        |                          |
| Boîte de vitesses          | EAT6                                        | e-EAT8 4x2             | e-EAT8 4x4               |
| Vitesse maximale (en km/h) |                                             | Électrique: 135        | Électrique: 135          |
| 0-100 km/h (en s)          |                                             |                        | 5.9                      |
| Consommation (en l/100 km) |                                             |                        |                          |
| Émissions de CO2 (en g/km) | 126                                         | 49                     | 49                       |

Italique : Version basse consommation
S&S : Stop And Start
Fin mars 2017, l'EAT6 représente 50 % des commandes en Europe, et les moteurs Diesel un peu moins de 64 %. Dans le détail, c'est le moteur 1.6 BlueHDi 120 ch qui est le plus choisi, avec près de 45 % des commandes. Il est suivi par le 1.2 PureTech 130 ch (29 %), le 2.0 BlueHDi 180 ch en boîte EAT6 (environ 9 %), puis les 1.6 THP 165 ch EAT6 et 2.0 BlueHDi 150 (autour de 7 % chacun). Le petit 1.6 BlueHDi 100 ch attire en revanche moins d'1 % des clients.

#### Évolutions de la gamme de moteurs
Légende couleur : Essence ; Diesel
Disponibles sur le DS 7 Crossback, qui est commercialisé à partir de janvier 2018, le 1.6 THP S&S 177 ch ainsi que les 1.5 BlueHDi S&S 102 ch et 130 ch remplacent les 1.6 THP S&S 165 et 1.6 BlueHDi S&S avant septembre 2018 et l'entrée en vigueur de la nouvelle norme Euro 6.c. PSA a par ailleurs annoncé que tous ces moteurs essence avec injection directe recevront un filtre à particules dans le courant de l'année 2017.
La boite EAT8 remplace l'EAT6 sur la prochaine génération de moteurs.
La version hybride essence rechargeable, prévue pour l'automne 2019, offre deux moteurs électriques implantés sur les essieux et couplé à un bloc thermique, permettant de transformer le véhicule en un 4 × 4. À la différence du 3008 I, cette nouvelle architecture hybride disposera d'un moteur essence (et non plus Diesel), un 1.6 THP 200, et de deux moteurs électriques de 80 kW chacun, l'un sur l'essieu arrière donc, et l'autre entre la boîte de vitesses EAT8 et le bloc thermique. La batterie, d'une puissance de 13 kW, permettra une autonomie d'une soixantaine de kilomètres en mode électrique.

### Boîte de vitesses
La transmission automatique est produite par Aisin Seiki. C'est une boîte de vitesses automatique traditionnelle à convertisseur hydraulique.
- La boîte EAT6 aussi appelée AT6-III (AWF6F25) est associée aux moteurs essence et la AM6-III (AWF6F45) aux moteurs Diesel.
- La boîte EAT8 équipant les moteurs diesel, essence et hybride est le modèle AWF8F45.

### Plate-forme
La seconde génération du 3008, comme son homologue 4008 pour la Chine, est basée sur la Plate-forme PSA EMP2 aussi utilisée par les Citroën C4 Picasso/Grand C4 Picasso (devenus C4 SpaceTourer et C4 Grand SpaceTourer en 2018), Peugeot 308 II/308 II SW, Peugeot 408, Peugeot 5008 II, Peugeot Traveller, Peugeot Expert, Citroën SpaceTourer, Citroën Jumpy III/Dispatch III, Toyota ProAce Verso, Toyota ProAce II, Opel Vivaro, Opel Zafira Life, Vauxhall Vivaro et Vauxhall Vivaro Life. Elle permet notamment un allègement du véhicule, d'environ 100 kg sur la 3008 II.

## Sécurité

### Crash test Euro NCAP
La 3008 a obtenu cinq étoiles au crash test de l'Euro NCAP. Dans le détail, elle reçoit une note de 86 % pour la protection des adultes, 85 % pour la protection des enfants, 67 % pour la protection des piétons et 58 % pour ses aides à la sécurité,.

### Aides à la conduite
Peugeot a équipé les 3008 et 4008 de nombreuses aides à la conduite : aide au freinage d'urgence (Active Safety Break), régulateur de vitesse adaptatif avec fonction stop (cette fonction stop n'est présente que sur la boîte automatique EAT6), alerte active de franchissement de ligne, alerte d'attention du conducteur (détecte une baisse d'attention du conducteur), reconnaissance des panneaux, système de surveillance d'angles morts, commutation automatique des feux de route, Advanced Grip Control (système permettant d'optimiser la motricité dans les conditions difficiles), Hill Assist Descent Control (système de contrôle de vitesse en descente régulant la vitesse dans une pente forte).

## e-Kick
L'e-Kick est une trottinette électrique conçue par Peugeot en partenariat avec l'entreprise spécialisée Micro. Elle est dévoilée en même temps que la seconde génération de 3008 le 23 mai 2016. Chargée, elle possède une autonomie de 12 km et peut atteindre une vitesse maximale de 25 km/h. Le moteur est intégré à la roue arrière et la batterie lithium-ion à la plateforme pour un poids total de 8,5 kg. Elle est vendue 1 190 € et est proposée en option avec la 3008 II. Coûtant 320 €, la station de recharge Dockstation peut être placée dans le coffre des 3008 et 4008 et recharge la trottinette dès que le véhicule se met en marche. L'e-Kick peut aussi être chargé sur une prise de courant classique en une heure environ.

## Accueil

### Réception publique
La 3008 est globalement bien accueillie par la presse automobile grâce notamment à son design, à sa planche de bord et à ses qualités routières dynamiques. Au Royaume-Uni par exemple, le magazine Carbuyer (en) le crédite d'un 5/5, tandis que ses confrères Top Gear et What Car? lui allouent chacun une note de 4/5,.
Par ailleurs, la 3008 fait l'objet de 1 360 commandes enregistrées pour le modèle durant le Mondial de l'Auto. Le 7 octobre 2016, Peugeot annonce avoir reçu plus de 2 500 commandes alors que le modèle n'est pas encore commercialisé. Pour le mois d'octobre 2016, qui correspond au lancement du véhicule, Peugeot a enregistré 24 000 commandes du 3008 II en Europe dont 15 000 en France ce qui allonge les délais de livraison et oblige la direction à envisager une augmentation de la cadence de production. Début mars 2017, le cap des 100 000 commandes est franchi en Europe, la moitié des acheteurs ne possédant pas de Peugeot auparavant.
En novembre 2021, la millionième 3008 est sortie des chaînes de montages de l'usine de Sochaux.

### Récompenses

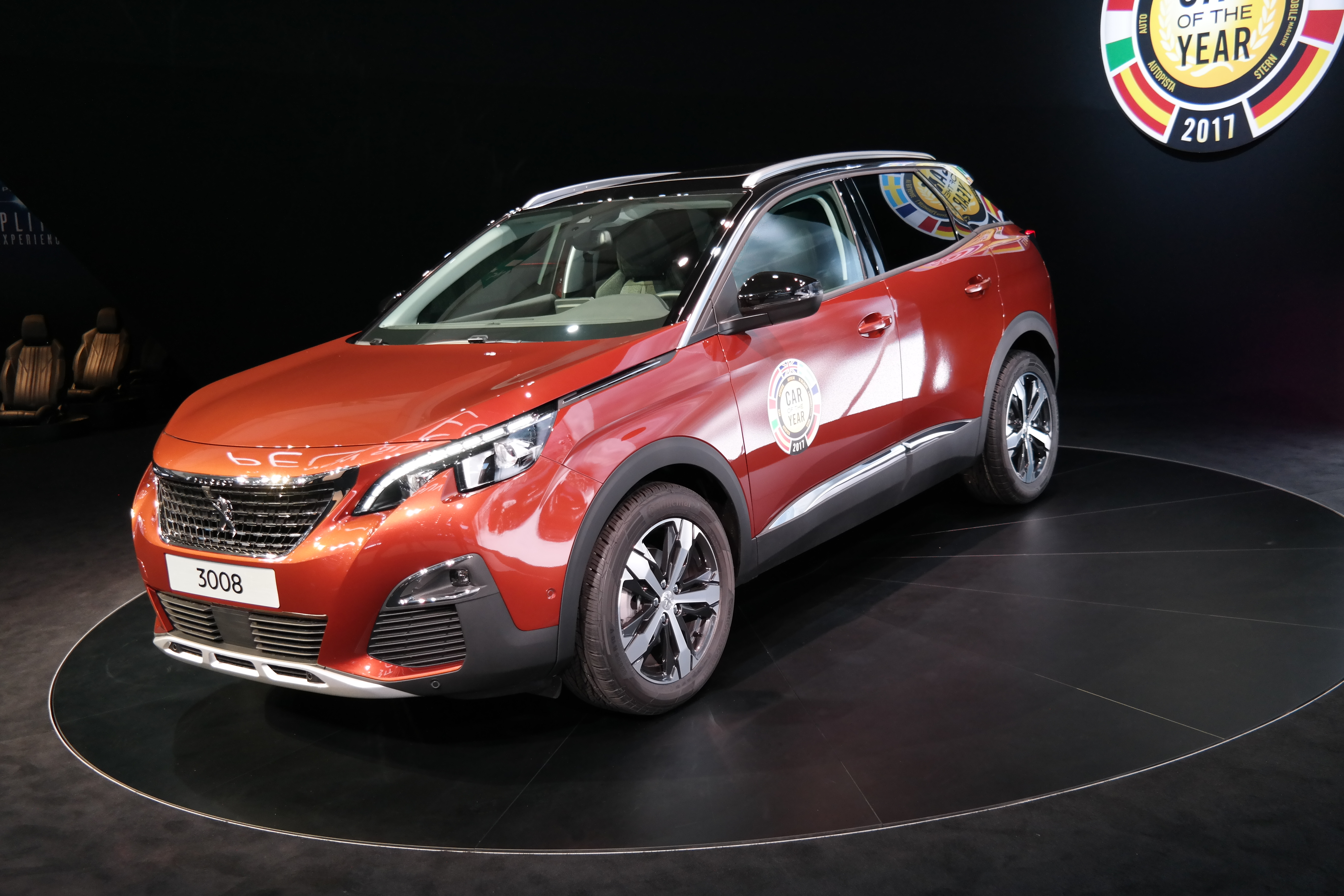
Peugeot 3008 II au salon de Genève 2017 avec des stickers 'Car of the year 2017'

Lors du Mondial de l'automobile de Paris 2016, la 3008 II est élue « Voiture de série du Mondial 2016 » par les lecteurs d’Auto Plus et les auditeurs de RTL.
Le 30 novembre 2016, Carbuyer la nomme « Car of the year » (voiture de l'année), et le 7 décembre 2016, c'est au tour de l'Argus de lui décerner le double titre de voiture et SUV de l'année, lors d'une cérémonie menée au palais de Tokyo.
La 3008 se classe deuxième du prix de la plus belle voiture de l'année 2016, derrière l'Alfa Romeo Giulia. Elle reçoit en revanche le prix du plus bel intérieur de l'année.
Début mars 2017, dans le cadre du trophée européen de la voiture de l'année, en marge du salon de Genève, elle est élue voiture de l'année par un jury de 58 journalistes européens,. En devançant les Alfa Romeo Giulia et la Mercedes-Benz Classe E (respectivement deuxième et troisième), elle succède à l'Opel Astra au palmarès du trophée le plus prestigieux en Europe.

## Finitions
Phase 1
À son lancement, en octobre 2016, la 3008 débute à un prix d'entrée de 25 900 € en essence et 27 400 € en Diesel. Elle est disponible en cinq finitions, disposant des équipements de série :
- Access : six coussins gonflables de sécurité (« airbags »), frein de stationnement électrique, assistant de démarrage en pente, projecteurs à halogènes et feux diurnes à LED, reconnaissance des panneaux de vitesse et préconisation, régulateur/limiteur de vitesse, jantes en tôles de 17 pouces, volant cuir, climatisation manuelle, radio avec écran LCD, Bluetooth, prise USB, plancher de coffre à deux positions, rétroviseurs électriques et dégivrants, verrouillage centralisé des portes avec plip
- Active : équipements Access, projecteurs antibrouillards à halogène, alerte de franchissement involontaire de ligne, aide au stationnement arrière, jantes en alliage de 17 pouces, climatisation automatique bi-zone, écran tactile capacitif de 8 pouces (commandant notamment la climatisation), radio bi-tuner, pack visibilité
- Allure : équipements Active, Pack Safety Plus (freinage automatique d'urgence avec alerte de distance, alerte active de franchissement involontaire de ligne, système de surveillance d'angles morts, alerte d'attention du conducteur, commutation automatique des feux de route), aide au stationnement avant, Visiopark (caméra de recul), navigation connectée 3D, rétroviseurs rabattables électriquement, Mirror Screen, accès et démarrage mains libres, SOS et assistance
- GT Line : équipements Allure, projecteurs full LED, jantes en alliage de 18 pouces, coques de rétroviseurs noires laquées, calandre chromée à damier, canule d'échappement chromée, jonc de vitres latérales en inox, toit Black Diamond, volant cuir pleine fleur avec logo GT Line, i-Cockpit Amplify, sellerie TEP et tissu
- GT (il est à noter que la finition GT n'est pour le moment disponible qu'avec le 2.0 BlueHDi 180 EAT6, mais un 1.6 THP de 220 chevaux devrait être ajouté au catalogue en 2017[45]) : équipements GT Line, jantes en alliage de 19 pouces, coques de rétroviseurs chromées, barres de toit en aluminium, passages de roues élargis, décors intérieurs en bois de chêne gris, volant cuir pleine fleur avec logo GT, hayon mains libres, vitres latérales arrière et lunette arrière surteintées, sellerie TEP et Alcantara.

Les prix des différentes motorisations en fonction de la finition sont au lancement :
| Motorisations | Motorisations           | Finitions (phase 1) | Finitions (phase 1) | Finitions (phase 1) | Finitions (phase 1) | Finitions (phase 1) | Finitions (phase 1) | Finitions (phase 1) |
| ------------- | ----------------------- | ------------------- | ------------------- | ------------------- | ------------------- | ------------------- | ------------------- | ------------------- |
|               |                         | Access              | Active              | Active Business     | Allure              | Allure Business     | GT Line             | GT                  |
| Essence       | 1.2 PureTech 130 BVM6   | 25 900              | 27 700              | 28 900              | 30 450              | 32 250              | 32 450              | -                   |
| Essence       | 1.2 PureTech 130 EAT6   | -                   | 29 300              | 30 500              | 32 050              | 33 850              | 34 050              | -                   |
| Essence       | 1.6 THP 165 EAT6        | -                   | -                   | -                   | 33 750              | 35 550              | 35 750              | -                   |
| Diesel        | 1.6 BlueHDi 100 BVM5    | 27 400              | 29 200              | 30 400              | -                   | -                   | -                   | -                   |
| Diesel        | 1.6 BlueHDi 120 BVM6    | -                   | 29 900              | -                   | 32 650              | -                   | 34 650              | -                   |
| Diesel        | 1.6 BlueHDi 120 BVM6 BC | -                   | -                   | 31 100              | 32 850              | 34 450              | -                   | -                   |
| Diesel        | 1.6 BlueHDi 120 EAT6    | -                   | 31 500              | 32 700              | 34 250              | 36 050              | 36 250              | -                   |
| Diesel        | 2.0 BlueHDi 150 BVM6    | -                   | -                   | 33 400              | 34 950              | 36 750              | 36 950              | -                   |
| Diesel        | 2.0 BlueHDi 180 EAT6    | -                   | -                   | -                   | -                   | -                   | -                   | 41 650              |

Les valeurs indiquées dans le tableau ci-dessus sont en euros (€).
BC correspond à Basse Consommation. Ainsi, ce modèle est optimisé pour avoir des chiffres les plus bas possibles au regard de la consommation et des rejets de CO2. BVM veut dire boîte de vitesses manuelle et le chiffre qui suit correspond aux nombres de vitesses. EAT6 est la boîte automatique à 6 rapports de PSA. Tous les moteurs sont équipés du système Stop & Start.
Fin mars 2017, la finition Allure, la plus plébiscitée, représente près de 45 % des commandes en Europe, puis suivent les finitions GT Line (30 %), Active (17 %) et GT (9 %). La finition Access séduit en revanche moins de 1 % de la clientèle.
Sur la phase 2, la 3008 est disponible en six niveaux de finition : Active, Active Pack, Allure, Allure Pack, GT et GT Pack. L'entrée de gamme Access est supprimée et des versions Pack des finitions Active, Allure et GT sont désormais proposées. Enfin, la finition GT Line devient GT et la finition GT devient GT Pack.
Deux finitions réservées aux professionnels sont disponibles :
- Active Business : équipements Active + vitres latérales arrière et lunette arrière surteintées, aide au stationnement avant, navigation connectée 3D, Mirror Screen, SOS et assistance
- Allure Business : équipements Allure et Active Business + projecteurs full LED, barres de toit en aluminium, hayon mains libres, i-Cockpit Amplify, recharge de smartphone par induction[46]

À partir de 2022, la finition Active est supprimée et l'hybride rechargeable est désormais accessible dès la finition Active Pack (pour la version de 225 ch). La finition Style se positionne entre l'Active Pack et l'Allure.

### Séries spéciales
- Crossway : série spéciale proposée en alternative à la version GT Line, dont les délais de livraison atteignent 4 mois en mai 2017. Elle dispose des mêmes équipements que la version Allure à laquelle elle ajoute l'Advanced Grip Control, l'aide à la descente, des jantes en alliage de 18 pouces, des coques de rétroviseurs chromés, des barres de toit en aluminium, un toit noir et d'une sellerie spécifique TEP/Alcantara[48].
- Roadtrip : commercialisée à partir de janvier 2021[49].

## Versions de compétition

### Peugeot 3008 DKR
Après deux saisons, la 2008 DKR est remplacée lors du rallye du Maroc en octobre 2016 par la 3008 DKR (dont elle reprend le moteur V6 bi-turbo HDi de 3 Litres pour 340 ch) conçue pour s’adapter à un nouveau règlement.

3008 DKR (2016)
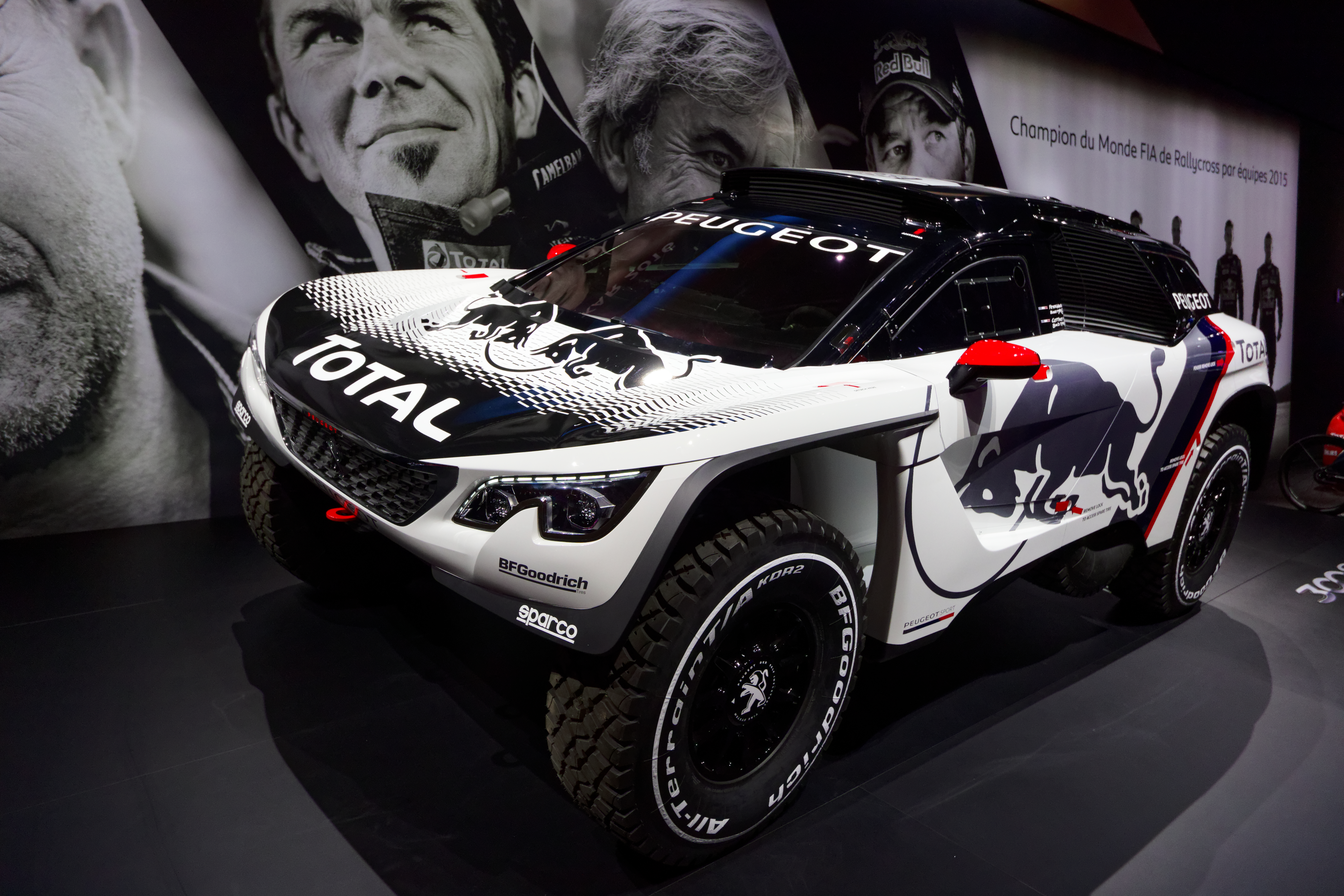
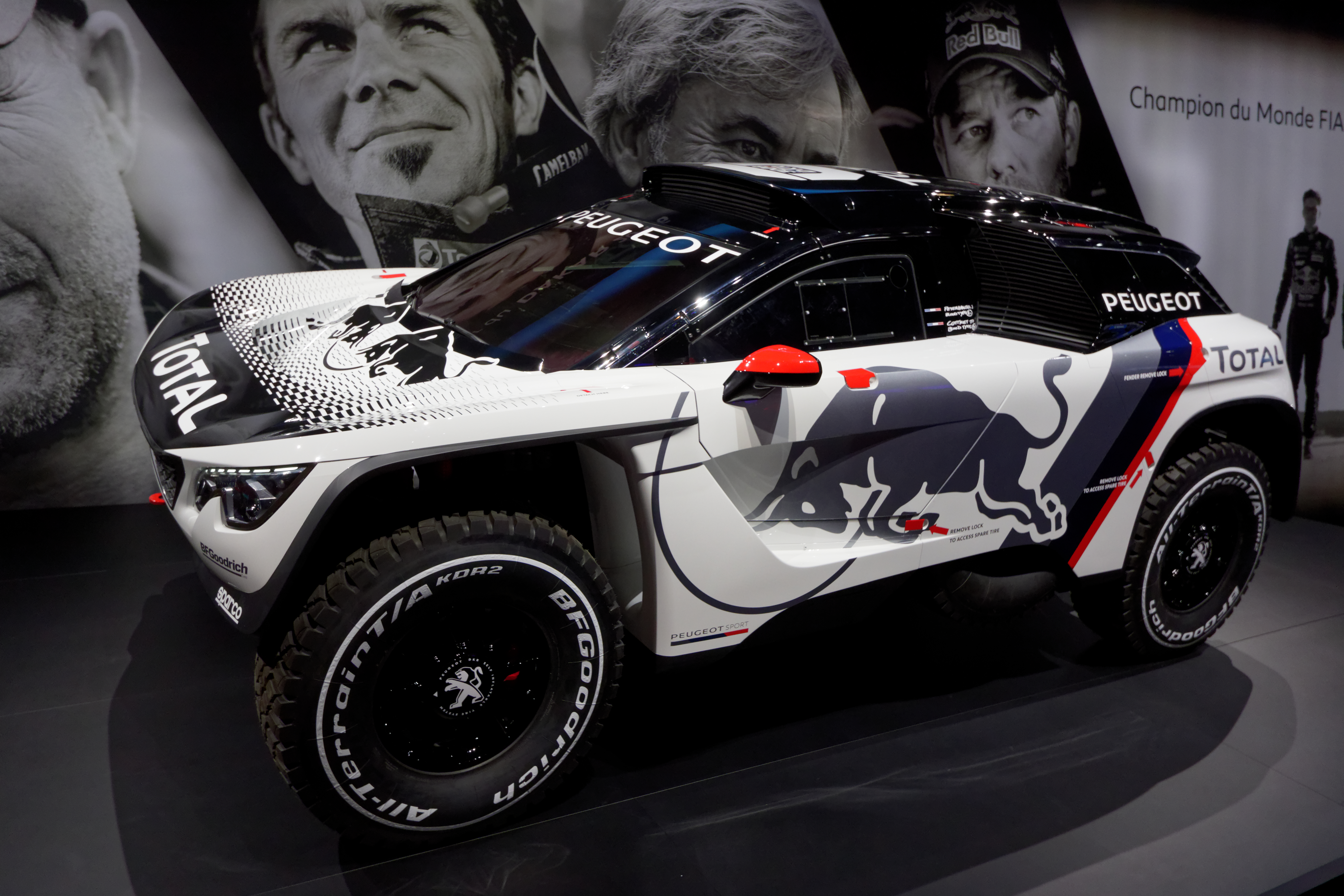
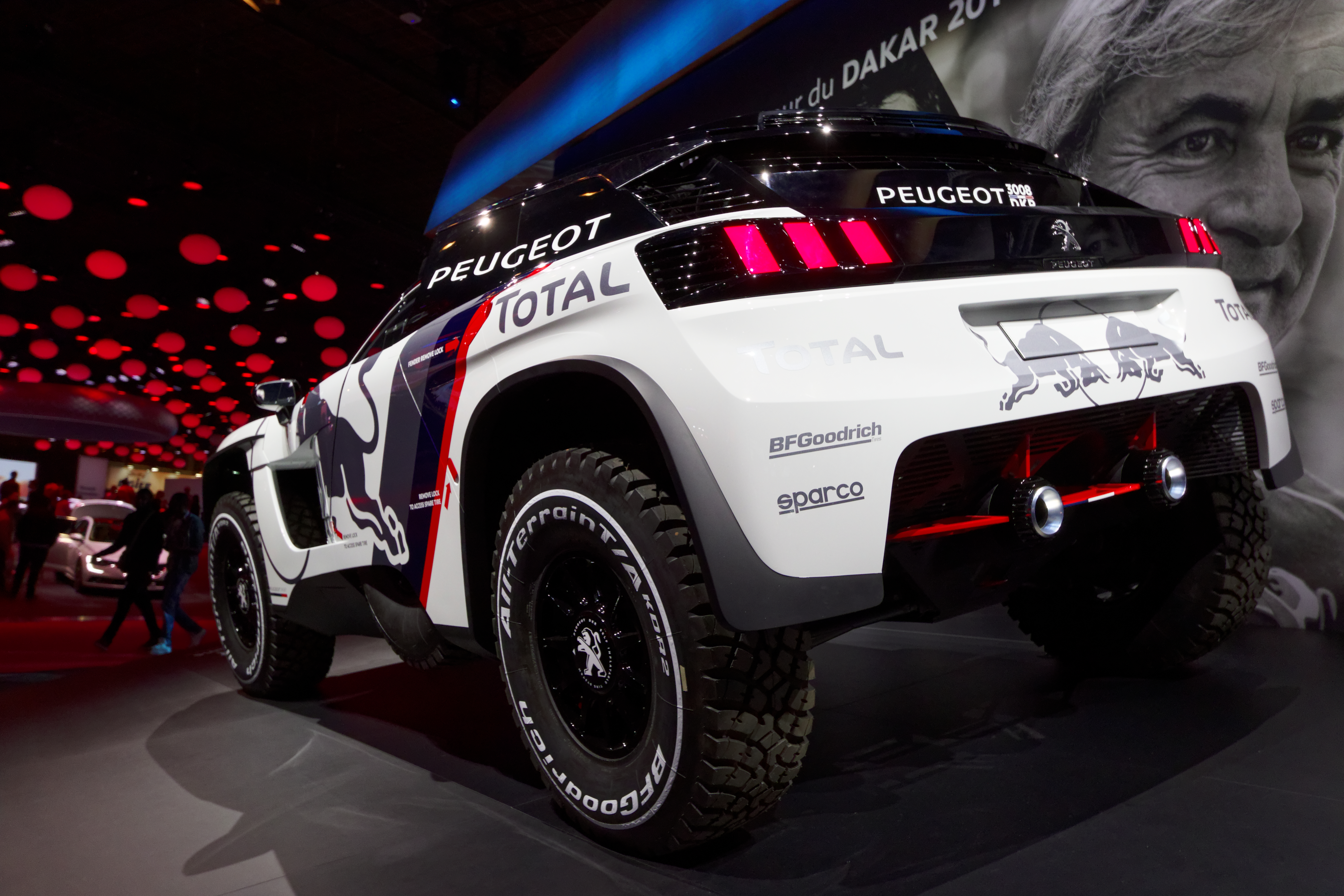

Avec la 3008 DKR, la Team Peugeot Sport remporte neuf étapes sur dix et les trois premières places du Rallye Dakar 2017. Stéphane Peterhansel devance ses coéquipiers Sébastien Loeb et Cyril Despres, respectivement deuxième et troisième. L'édition 2018 suivante voit également la version 3008 DKR Maxi l'emporter, avec cette fois ci l'espagnol Carlos Sainz au volant.

3008 DKR Maxi (2018)
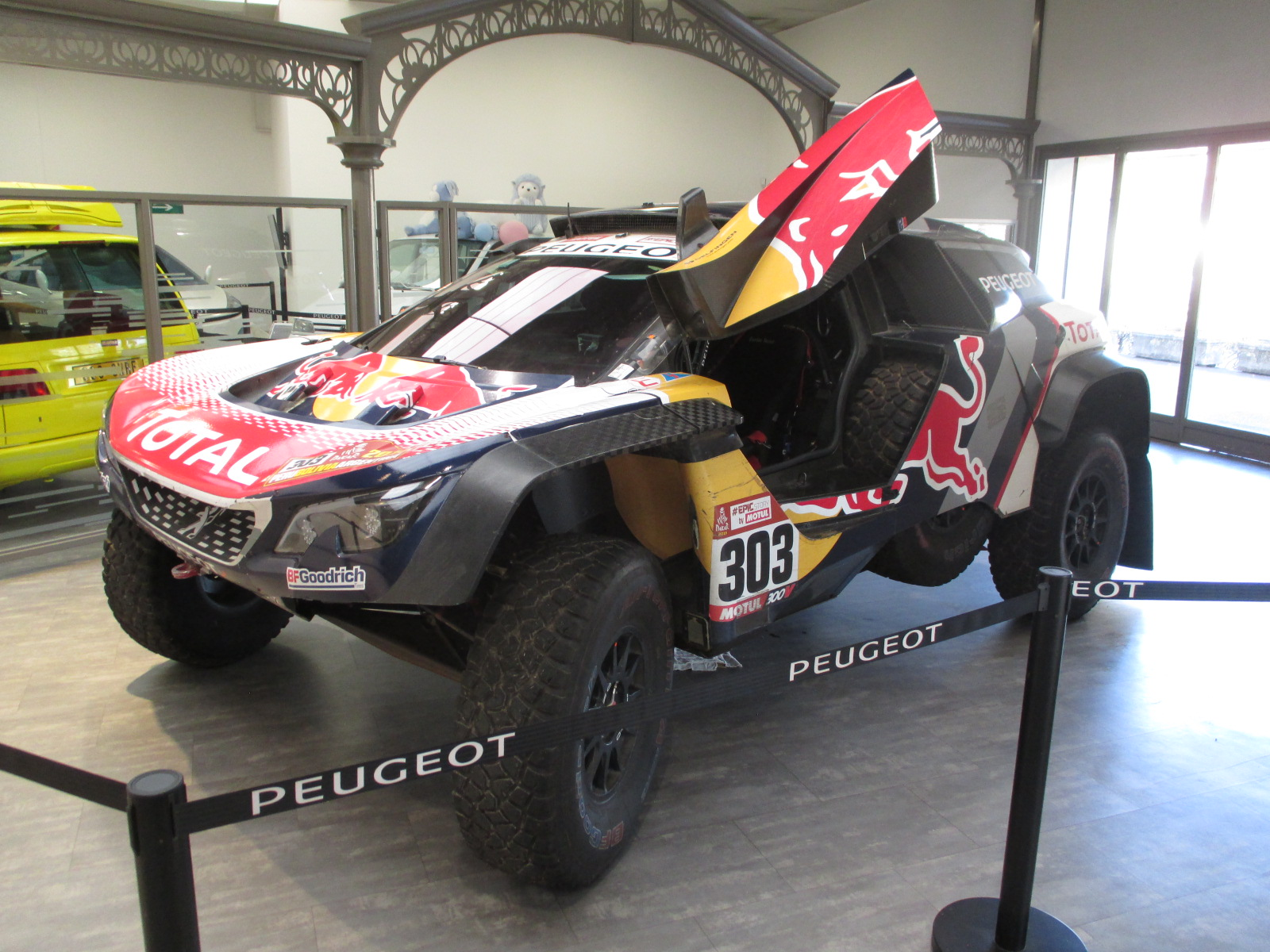
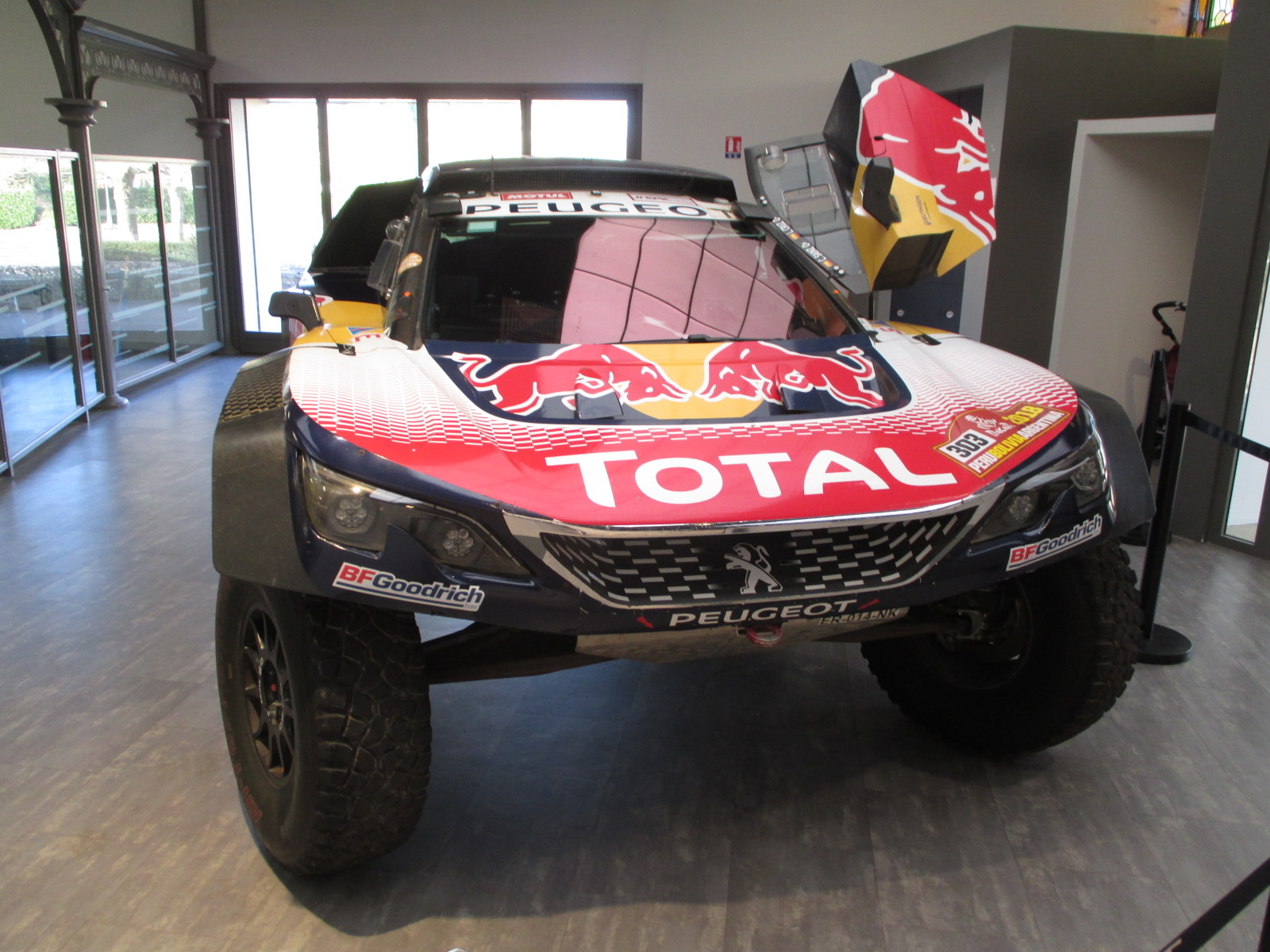
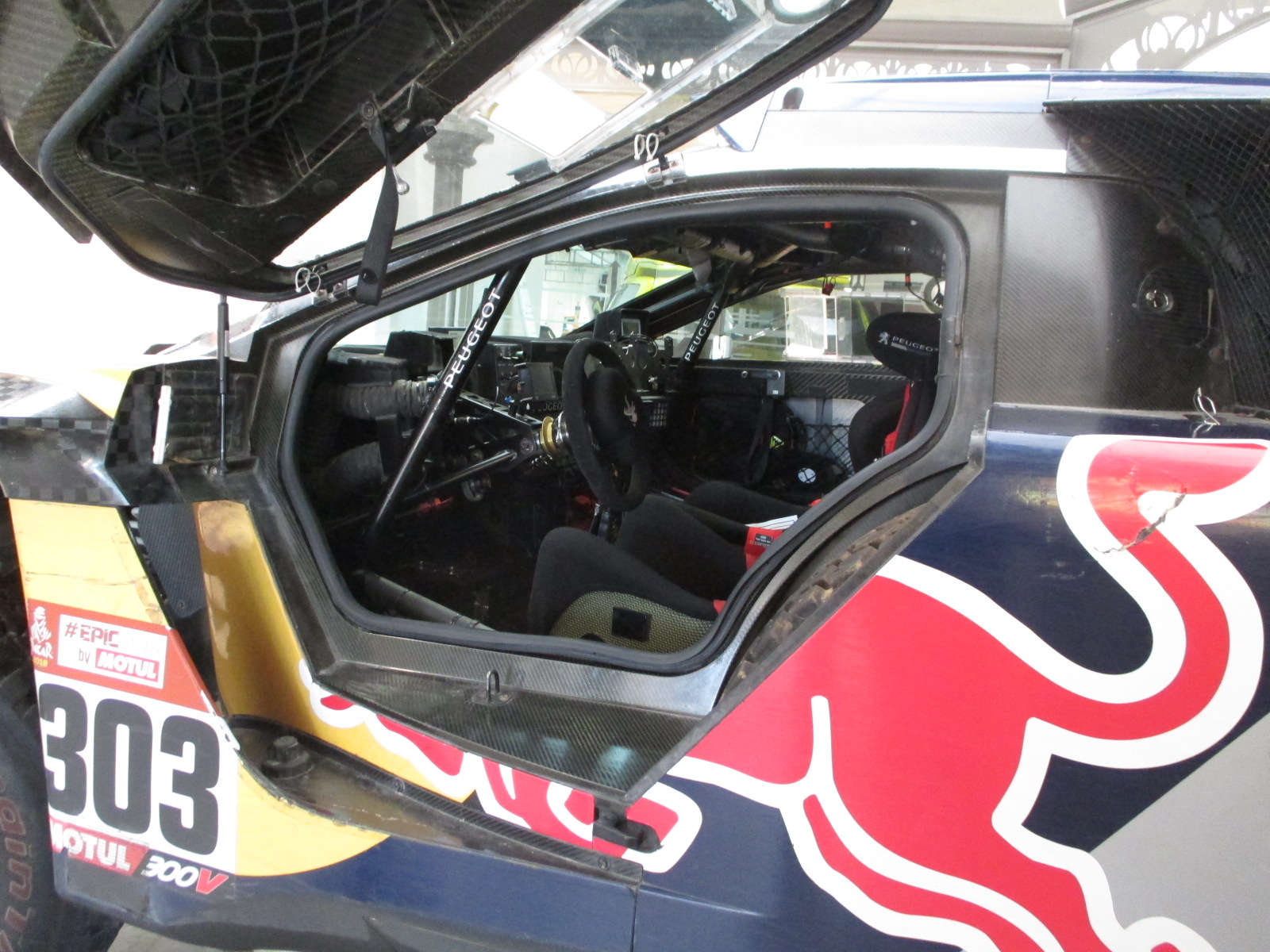

### Vainqueurs du Rallye Dakar
| Saison | Vainqueurs           | Vainqueurs        | Vainqueurs            |
| Saison | Pilote               | Copilote          | Voiture               |
| ------ | -------------------- | ----------------- | --------------------- |
| 2017   | Stéphane Peterhansel | Jean-Paul Cottret | Peugeot 3008 DKR      |
| 2018   | Carlos Sainz         | Lucas Cruz        | Peugeot 3008 DKR Maxi |

### Peugeot 3008 Andros
Ce projet privé a pour but de faire concourir une Peugeot 3008 au Trophée Andros. Il a été mené par Sylvain Pussier, agent Peugeot à Ambérieu-en-Bugey, et soutenu par Peugeot, qui a notamment dessiné le véhicule en carrosserie 3 portes. Le moteur est lui préparé par Oreca.
La voiture sera pilotée en Élite Pro par Bertrand Balas, bien connu dans cette discipline, et Sylvain Pussier en Élite pour la saison 2016-2017 du trophée Andros.

## Peugeot 4008 II
Important : Ne pas confondre avec Peugeot 4008, clone du Mitsubishi ASX.
Le Peugeot 4008 II est une version allongée du 3008 européen, produit depuis l'automne 2016 dans la nouvelle usine commune DPCA (Dongfeng Peugeot-Citroën Automobiles) implantée à Chengdu. Cette usine, inaugurée le 7 septembre 2016, a été construite spécialement pour la production de véhicules SUV, d'une capacité de 300.000 véhicules par an. Le Peugeot 4008 II, comme le Citroën C4 Aircross II, est réservé au marché chinois, où il est vendu parallèlement au Peugeot 3008 (première génération).

Peugeot 4008
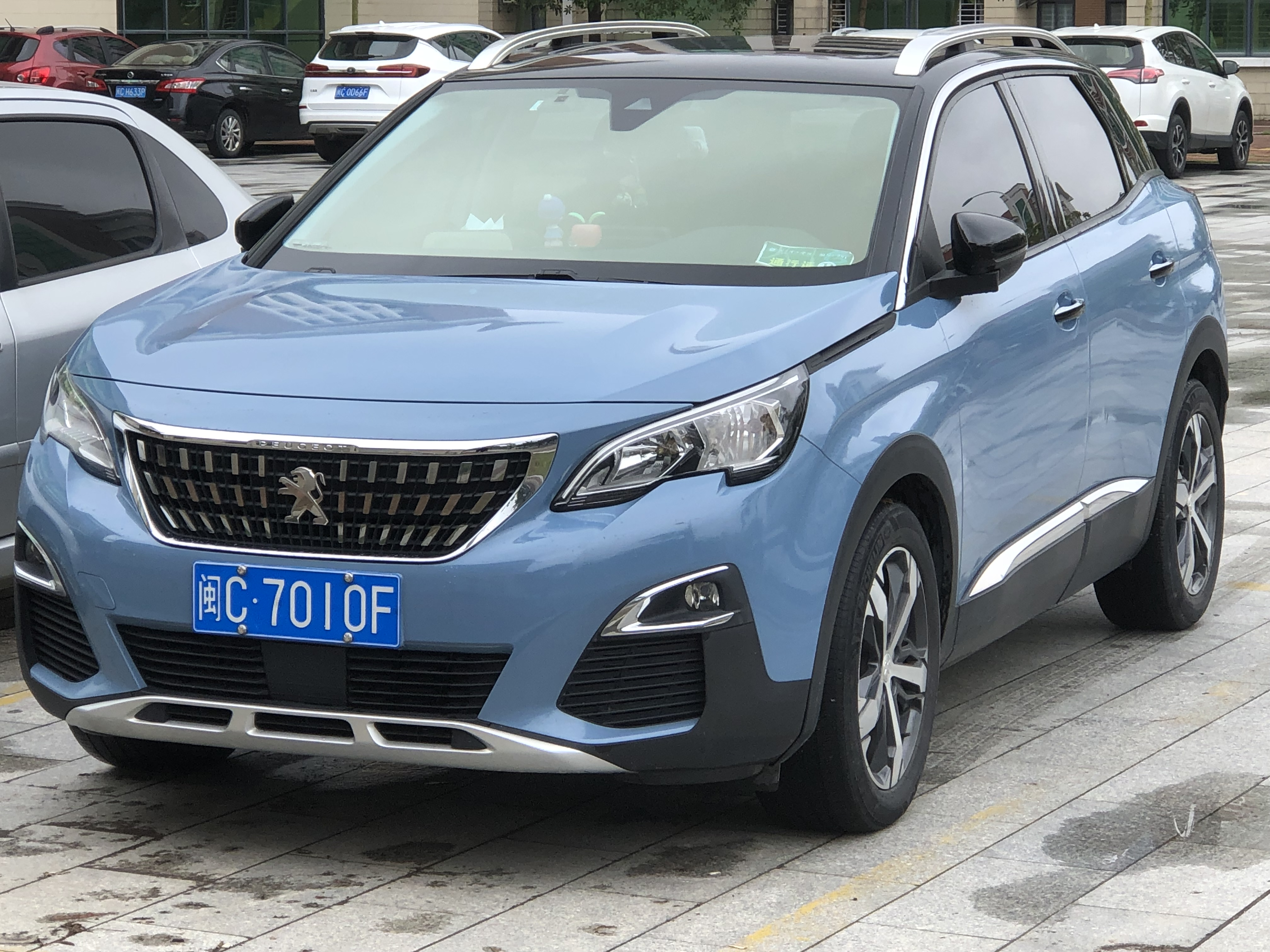
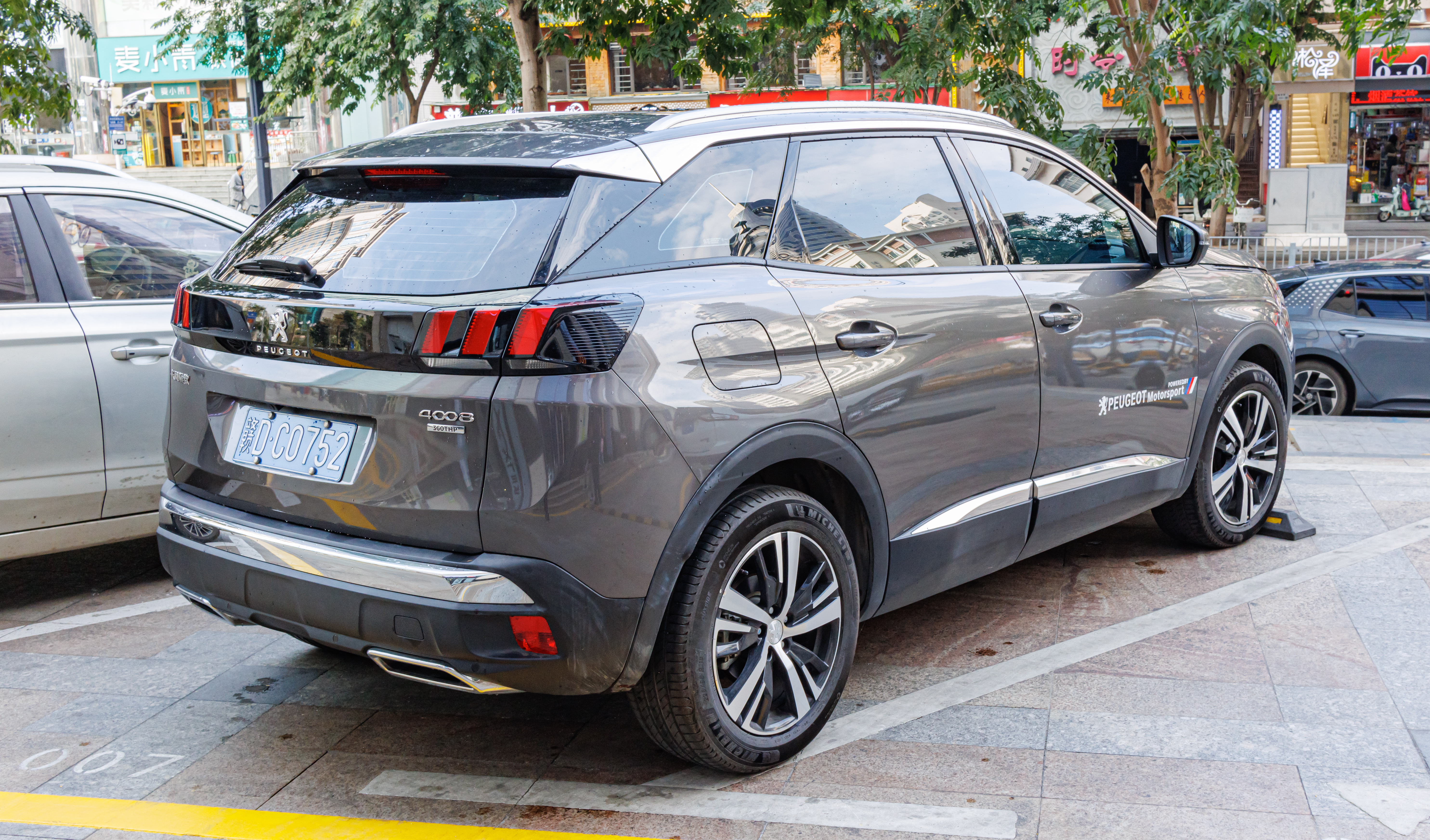

Par rapport au 3008 local, le 4008 II voit passer sa longueur de 4,45 m à 4,51 m et son empattement de 2,675 m à 2,73 m, ce qui lui permet d'améliorer son habitabilité intérieure,.
En 2022, la série spéciale Hyun Night Edition est lancée.
Après l'absorption du groupe PSA par Stellantis en 2021, la participation dans les usines communes de Chengdu, Wuhan et Xiangyang, a été revendue à Dongfeng Motors mi octobre 2023. Depuis ces rachats, le constructeur chinois poursuit la production des modèles Peugeot et Citroën pour son marché domestique. Stellantis a confirmé que Dongfeng Motors allait dorénavant « gérer les ventes des marques Peugeot et Citroën en Chine ». Depuis le 1er novembre 2023, Dongfeng Motors ne détient plus que 1,58 % du capital social de Stellantis.

### Ventes des Citroën C4 Aircross II et Peugeot 4008 II en Chine
| Années | Ventes en Chine | Ventes en Chine |
| Années | C4 Aircross II  | 4008 II         |
| ------ | --------------- | --------------- |
| 2016   |                 | 9.002           |
| 2017   |                 | 51.832          |
| 2018   | 1.162           | 31.859          |
| 2019   | 2.643           | 19.193          |
| 2020   | 440             | 9.003           |
| 2021   | 9               | 15.014          |
| 2022   | 2               | 14.181          |
| 2023   |                 | 7.066           |
| 2024   |                 | 726 (0)         |
| Total  | 4.256           | 114.077 (1)     |

(0) : Immatriculations de janvier à mai 2024.
(1) : Total partiel.

## Concept-car Quartz
La Peugeot 3008 de seconde génération est préfigurée par le concept car Peugeot Quartz présenté au Mondial de l'automobile de Paris 2014.

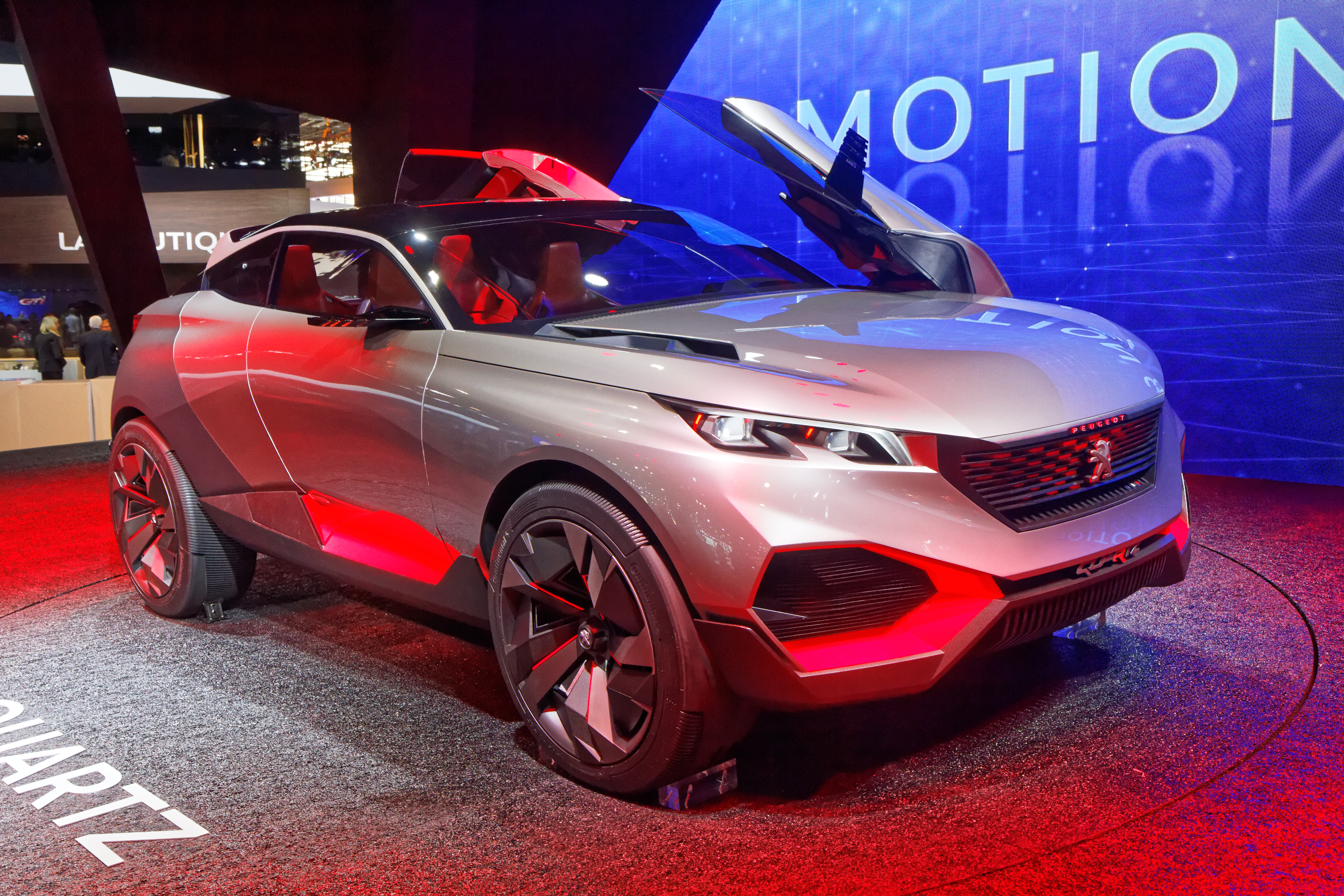
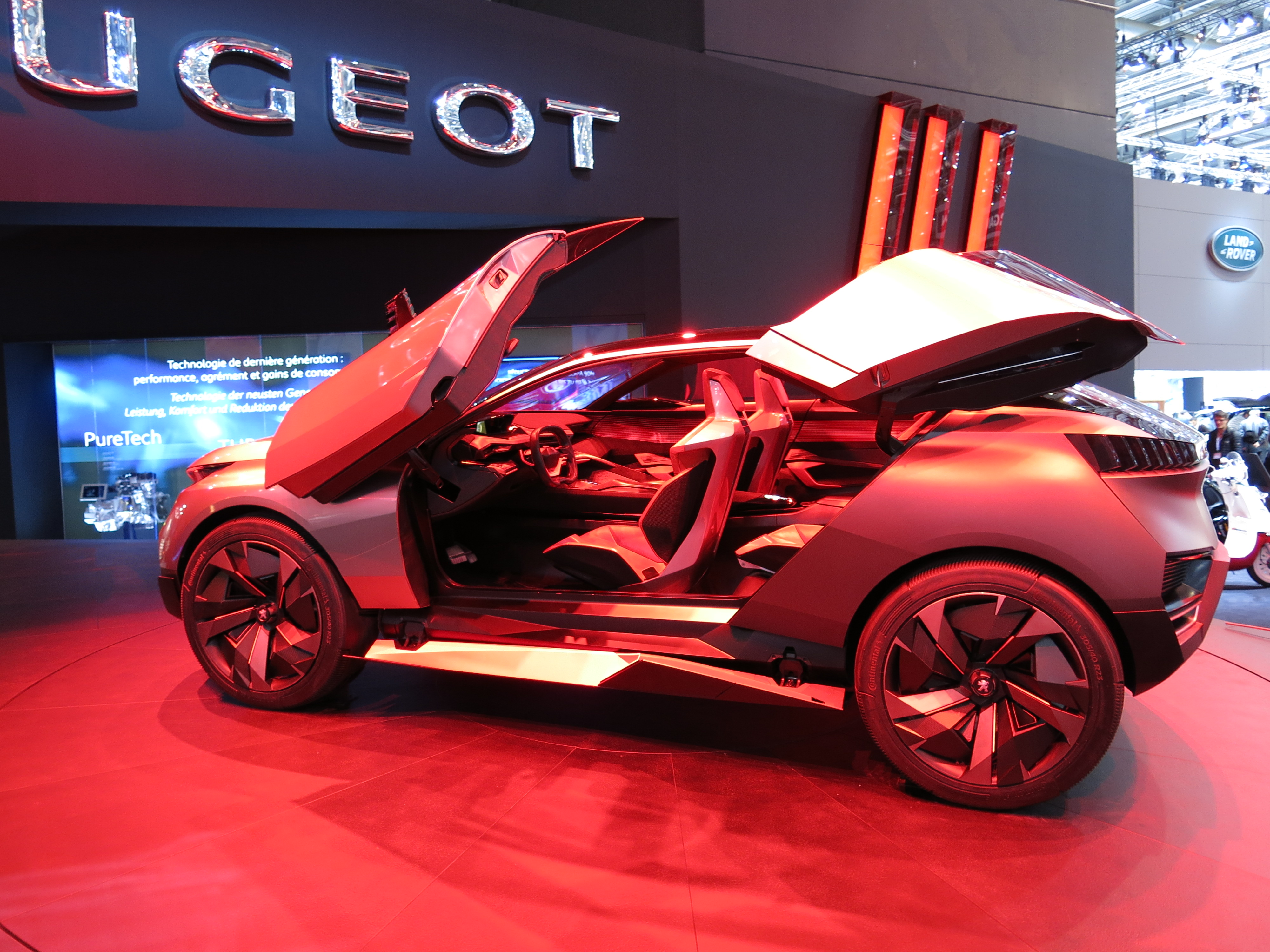
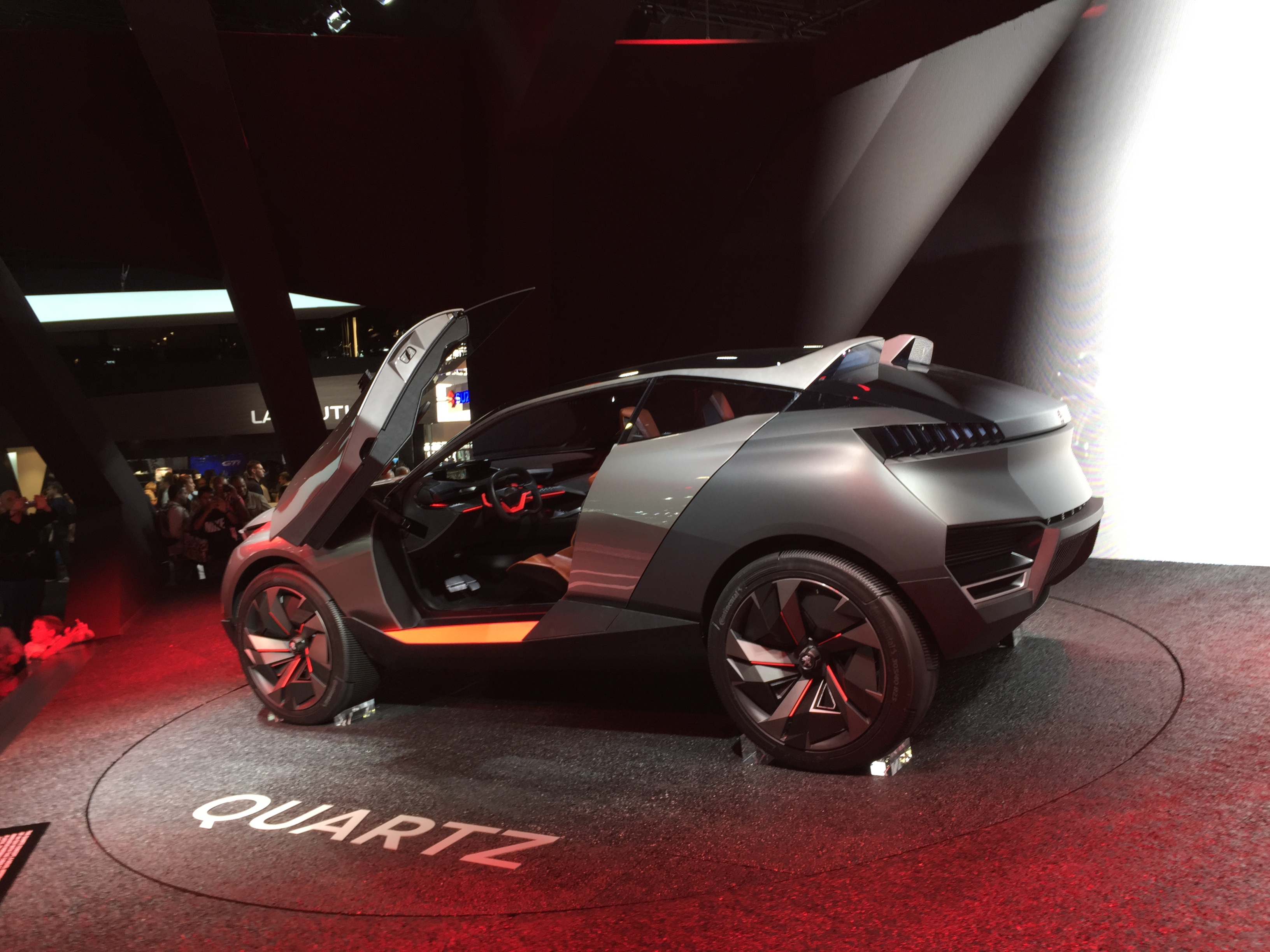